# Église Saint-Gervais-Saint-Protais de Gisors
Pour les articles homonymes, voir Église Saint-Gervais-Saint-Protais et Église Saint-Gervais.
L'église Saint-Gervais-Saint-Protais de Gisors est une église catholique paroissiale située à Gisors, dans l'Eure, en France.
Sa partie la plus ancienne est la tour centrale qui s'élève au-dessus de la croisée du transept. Elle date du dernier quart du XIIe siècle. Le chœur a été édifié pendant la première moitié du XIIIe siècle dans le style gothique de l'Île-de-France.
Entre la fin du XVe et le milieu du XVIe siècle, l'église est agrandie et en partie reconstruite dans le style gothique flamboyant. Les deuxièmes collatéraux du chœur, le pseudo-déambulatoire, les chapelles du chevet, les croisillons du transept, la nef, ses doubles bas-côtés et la tour à gauche de la façade datent de cette époque. 
La grosse tour à l'angle sud-ouest est mise en chantier en 1541, suivie par la façade occidentale de la nef. En rupture avec les parties antérieures, elles affichent le style de la Renaissance. Mais les fonds se faisant rares, le chantier connaît une interruption entre 1542 et 1558 environ, puis se poursuit avec une grande lenteur jusqu'à la fin du siècle.
L'église, et plus particulièrement la grosse tour, demeure ainsi inachevée. Nonobstant, ses proportions impressionnantes la font parfois comparer à certaines cathédrales du nord de la France : longue de 70 mètres, avec une nef haute de 24 mètres, elle a sensiblement les mêmes dimensions que la cathédrale Notre-Dame de Senlis. 
En tant que monument à l'architecture tout à fait remarquable, l'église a été classée au titre des monuments historiques par liste de 1840.

## Histoire
À peine consacrée en 1119 par le pape Calixte II, le sanctuaire subit l'incendie qui détruisit la ville en 1124. 
Les travaux de reconstruction de la nef ravagée ne commencèrent pourtant que sous Louis VII le Jeune vers 1160. 
Grâce au financement de la reine Blanche de Castille, un chœur gothique est finalement consacré en 1249.
Les confréries religieuses et guildes marchandes aux XVe et XVIe siècles ont largement contribué, par leurs donations, à son embellissement. 
L'église connaît alors de nombreuses transformations. On assiste notamment à la reconstruction de la nef, à l'ajout de chapelles dans les bas-côtés et d'un déambulatoire à chapelles rayonnantes autour du chœur. Les travaux confiés aux Grappin, une famille d'architectes du Vexin, se poursuivirent jusqu'au XVIe siècle dans le style gothique flamboyant finissant.

## Description

### Aperçu général
L'édifice adopte un plan cruciforme. La nef compte six travées, et s'accompagne de doubles bas-côtés, à l'exemple des quatre basiliques majeures situées à Rome.  
L'ensemble de l'édifice mesure près de 70 mètres de long. La hauteur de la nef est de 24 mètres sous le sommet des voûtes, comme dans la cathédrale Notre-Dame de Senlis. 

### Intérieur

#### Nef et bas-côtés

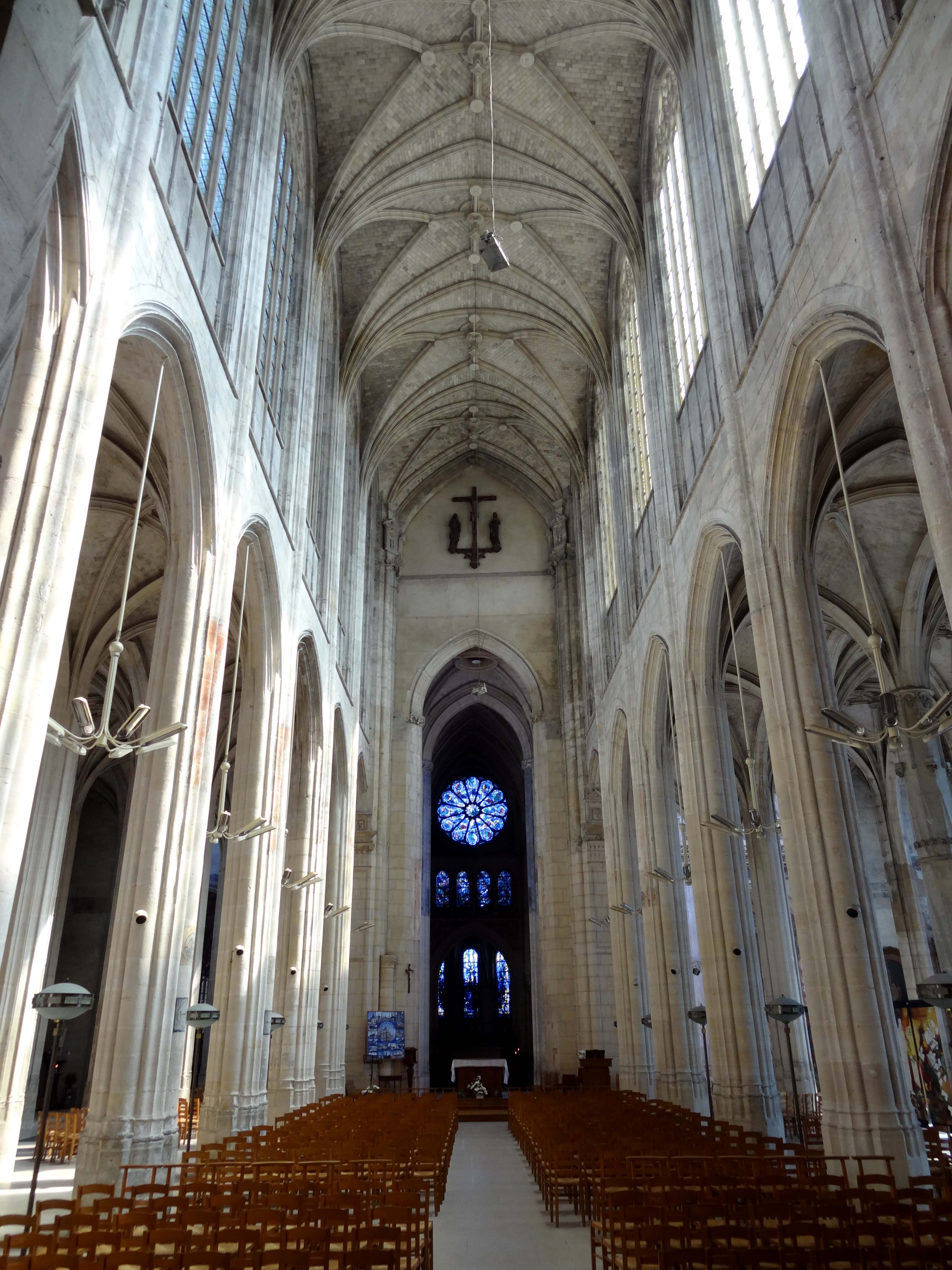
Nef, vue vers l'est.

Dans la nef reconstruite à partir du XVe siècle dans le style gothique flamboyant, on assiste à la disparition du triforium. Afin d'éviter la nudité des murs aveugles au-dessus des grandes arcades, les fenêtres hautes sont visuellement allongées en faisant descendre leurs meneaux en dessous du seuil. Ils butent sur un bandeau de deux assises au-dessus des grandes arcades. Marquant une véritable rupture avec le chœur, cette élévation sans discontinuité sur deux niveaux, et sans chapiteaux, est caractéristique de l’art flamboyant normand, comme à l'abbaye Saint-Ouen à Rouen. 
Dans les bas-côtés de la nef, achevés au début du XVIe siècle, on dénote le style Louis XII. Les chapelles latérales présentent de vastes baies munies de vitraux aux tonalités claires.
Dans le bas-côté sud de la nef, se trouvent trois beaux piliers sculptés : le pilier des dauphins marqué de fleurs de lys et du dauphin, symbole du Roi de France Saint Louis, le pilier Saint-Jacques avec des coquilles reliées par un cordon et le pilier Saint-Claude représentant le travail des tanneurs et la vie du saint. 

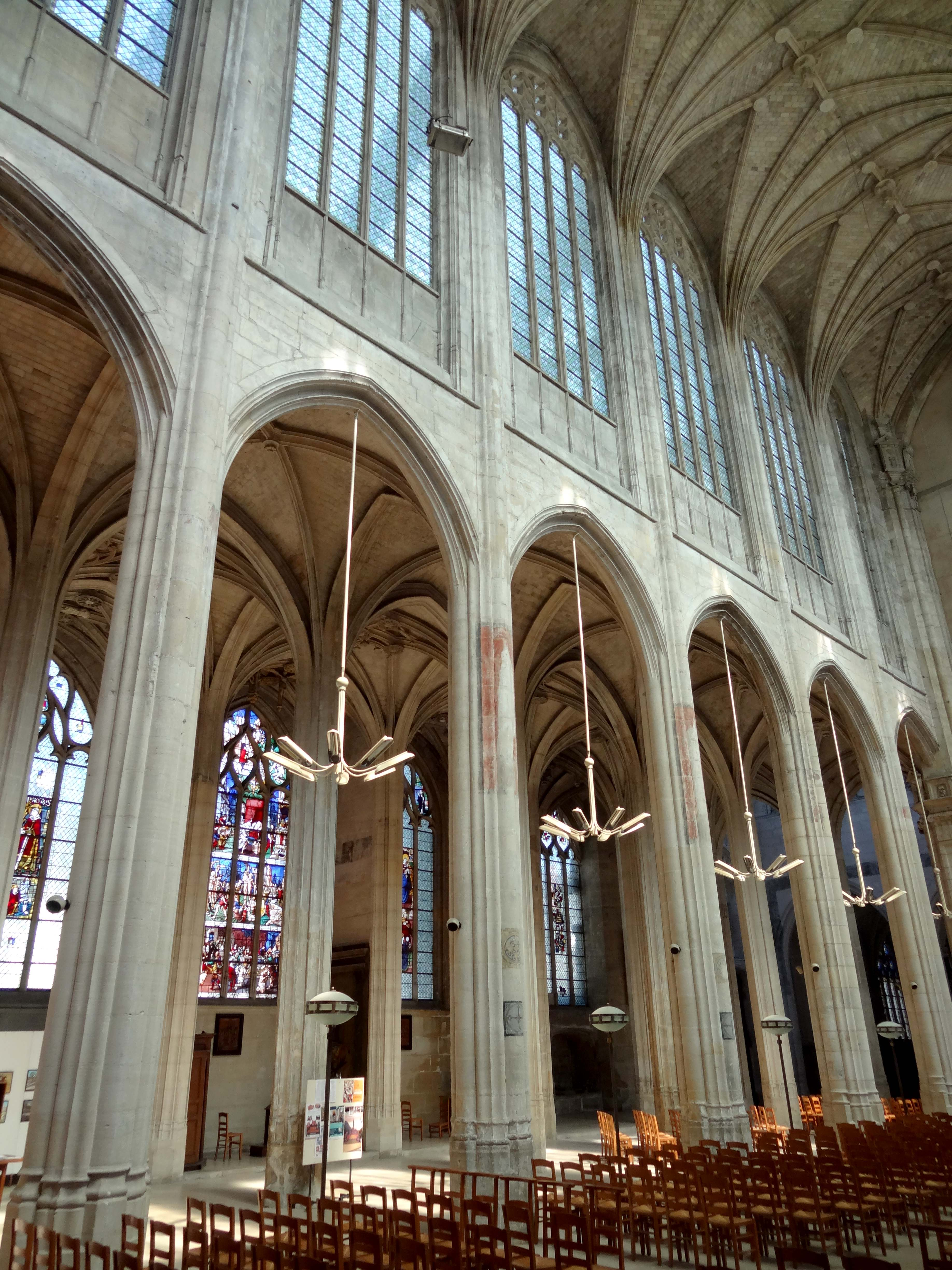
Nef, côté nord.
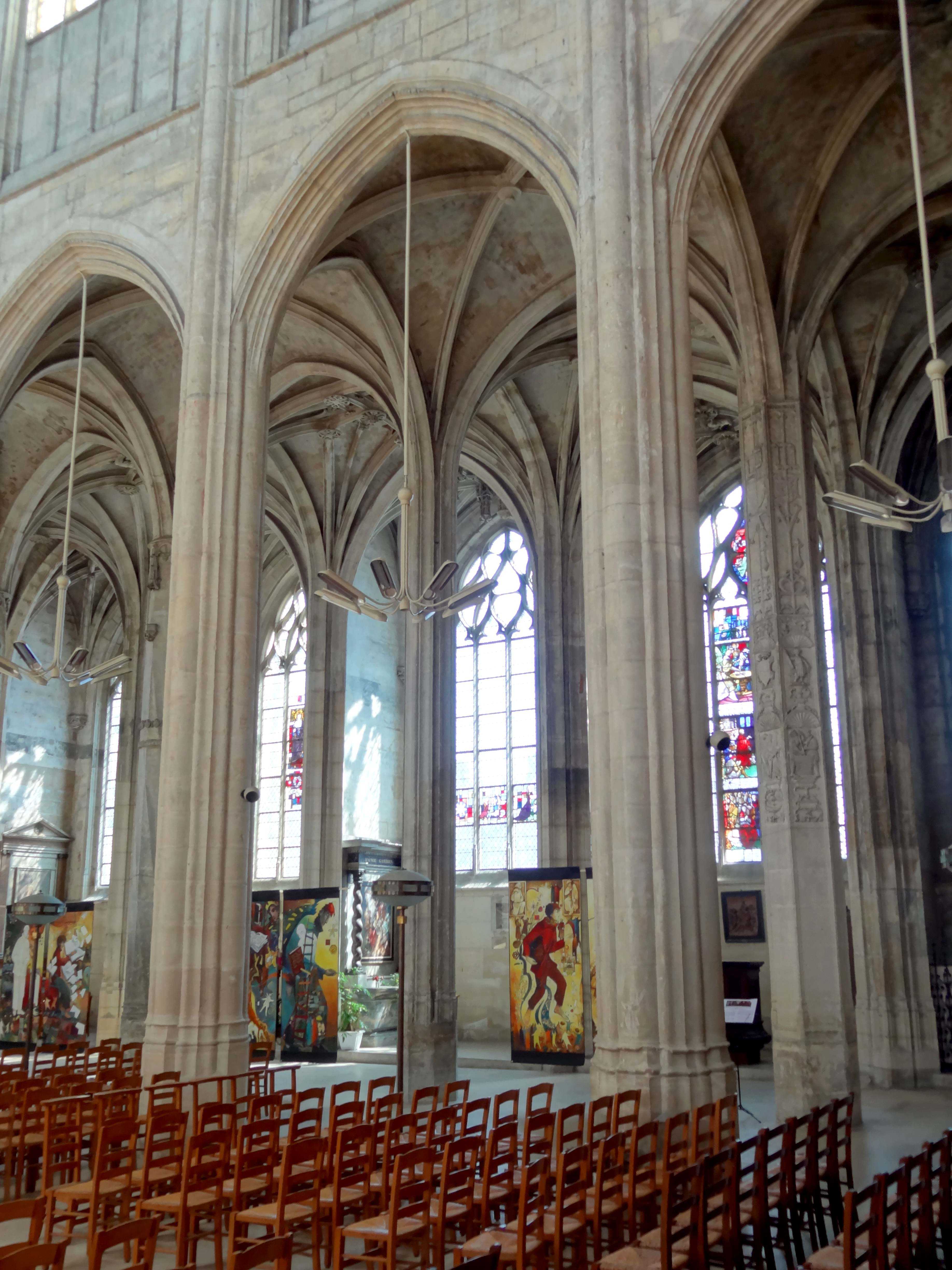
Nef, vue dans le double bas-côté sud.
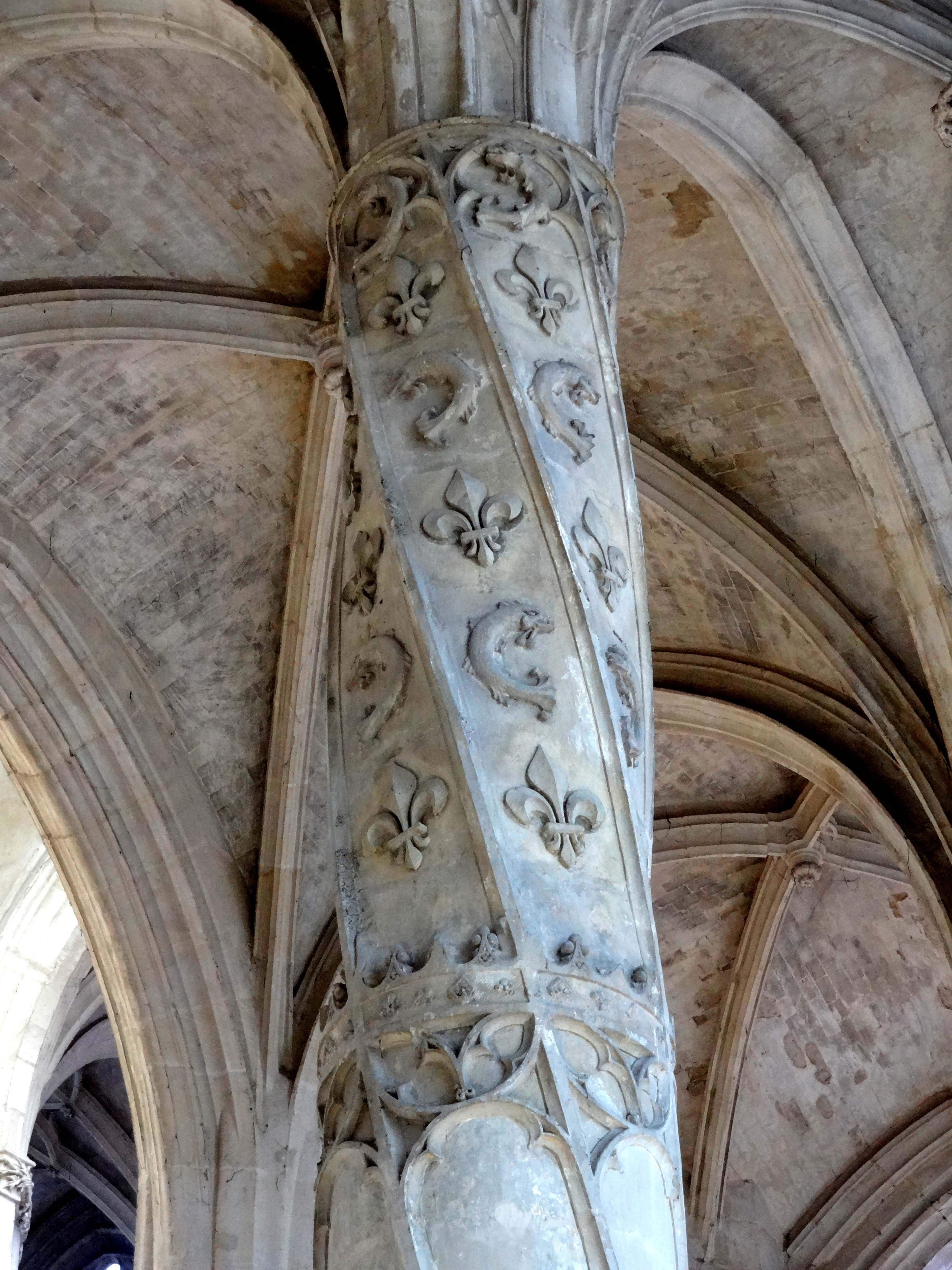
Le pilier des dauphins.
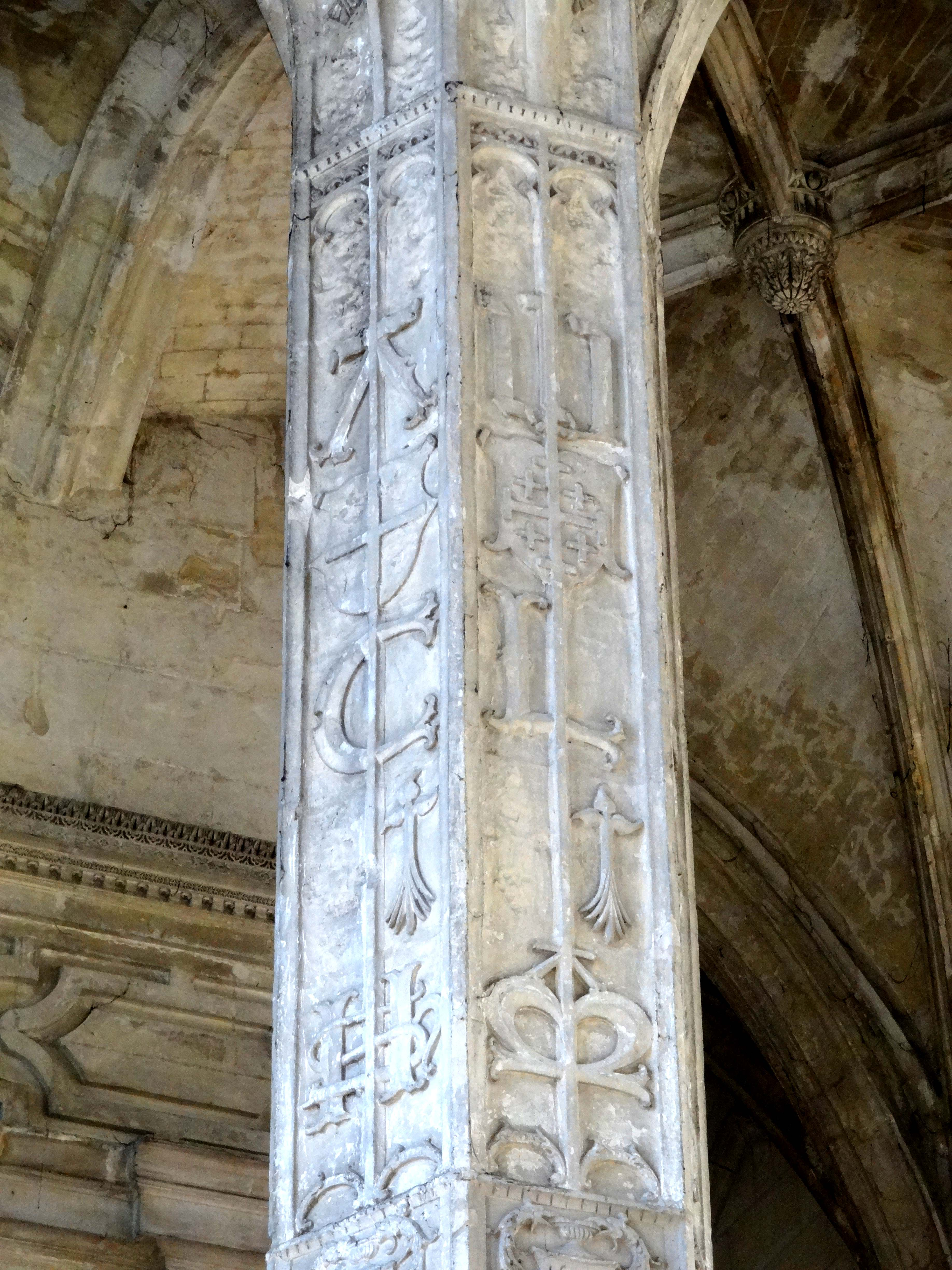
Le pilier Saint-Jacques
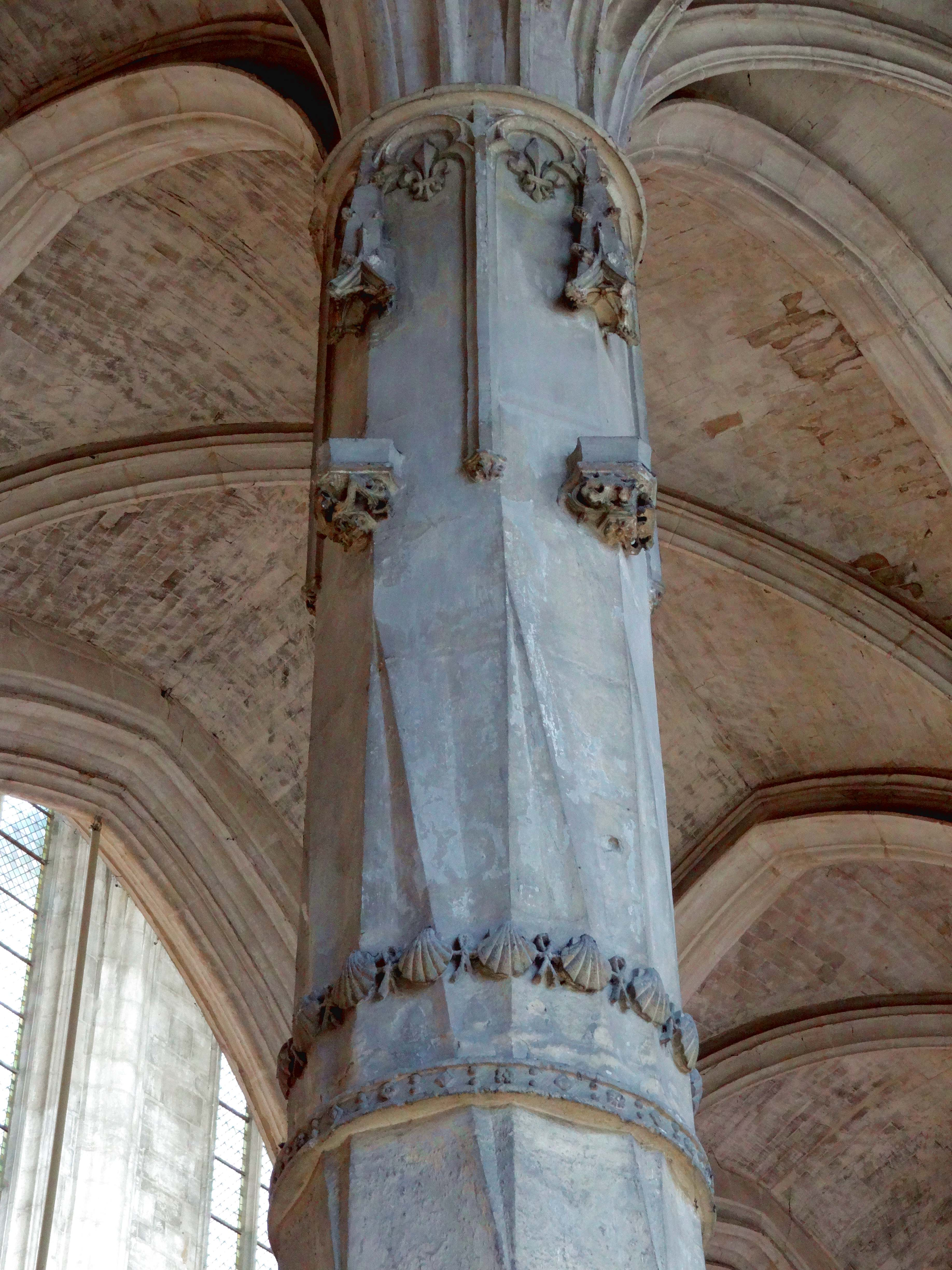
Le pilier Saint-Claude.
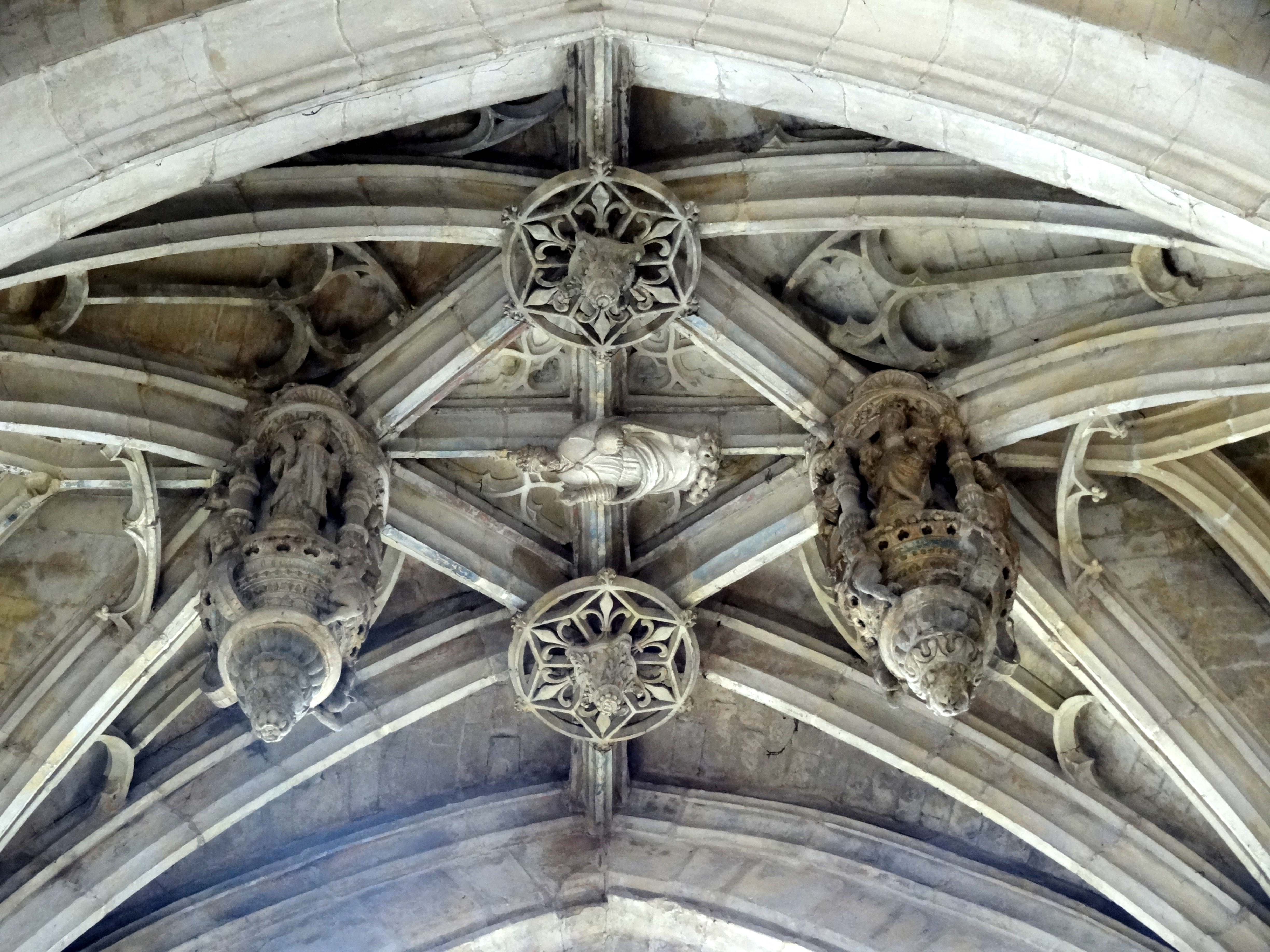
Voûte à liernes et tiercerons (chapelle latérale).

#### Grosse tour
La base de la grosse tour (1542-1590), appelée également tour du Rosaire, présente un superbe arbre de Jessé en bas-relief, portant la date de 1593, évoquant la généalogie des ancêtres de Jésus-Christ.
Un escalier hélicoïdal de style Renaissance, qui rappelle l’escalier du château de Blois (Loir-et-Cher), permet d’accéder aux orgues.

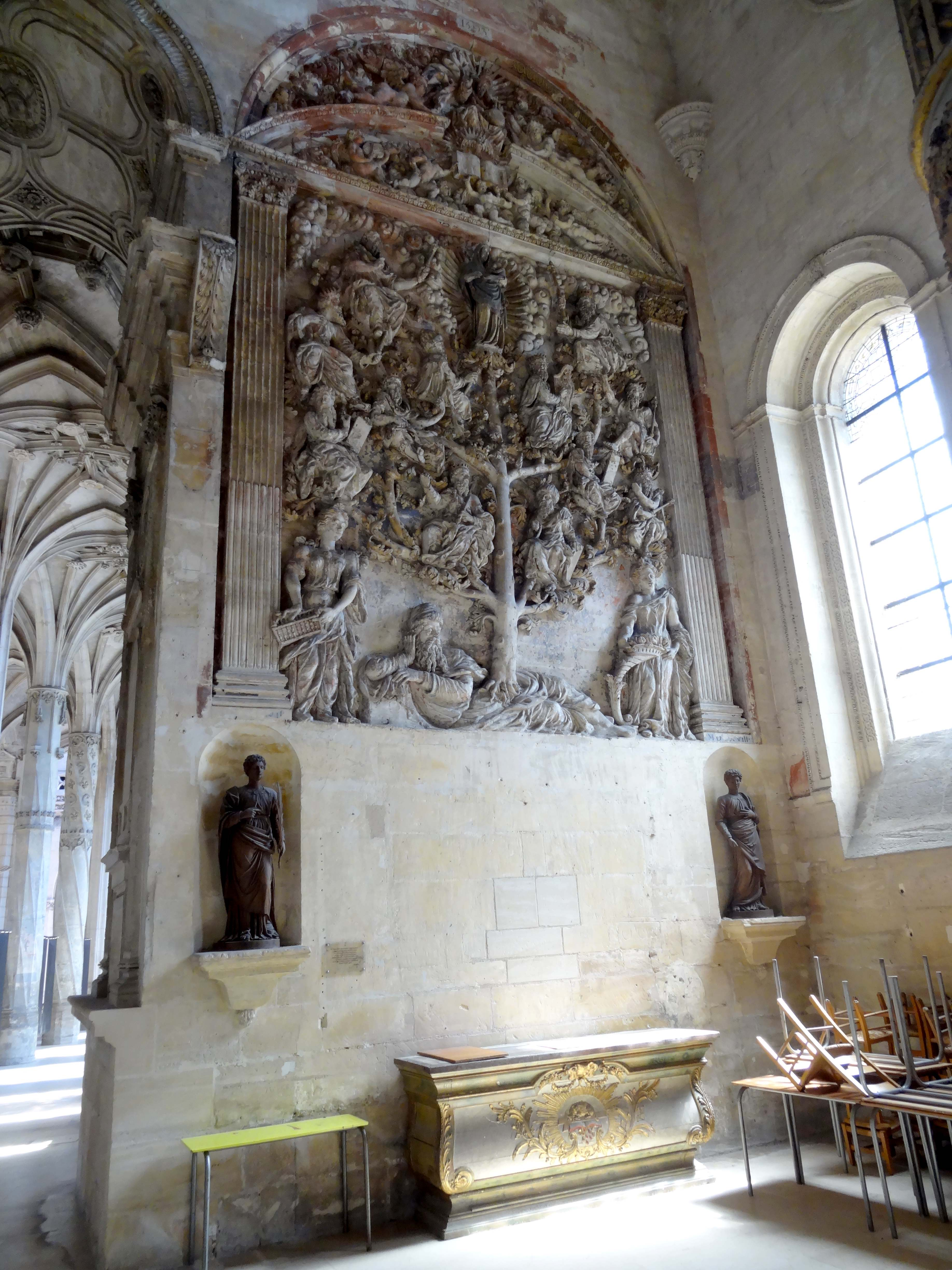
Arbre de Jessé, au bas de la grosse tour.
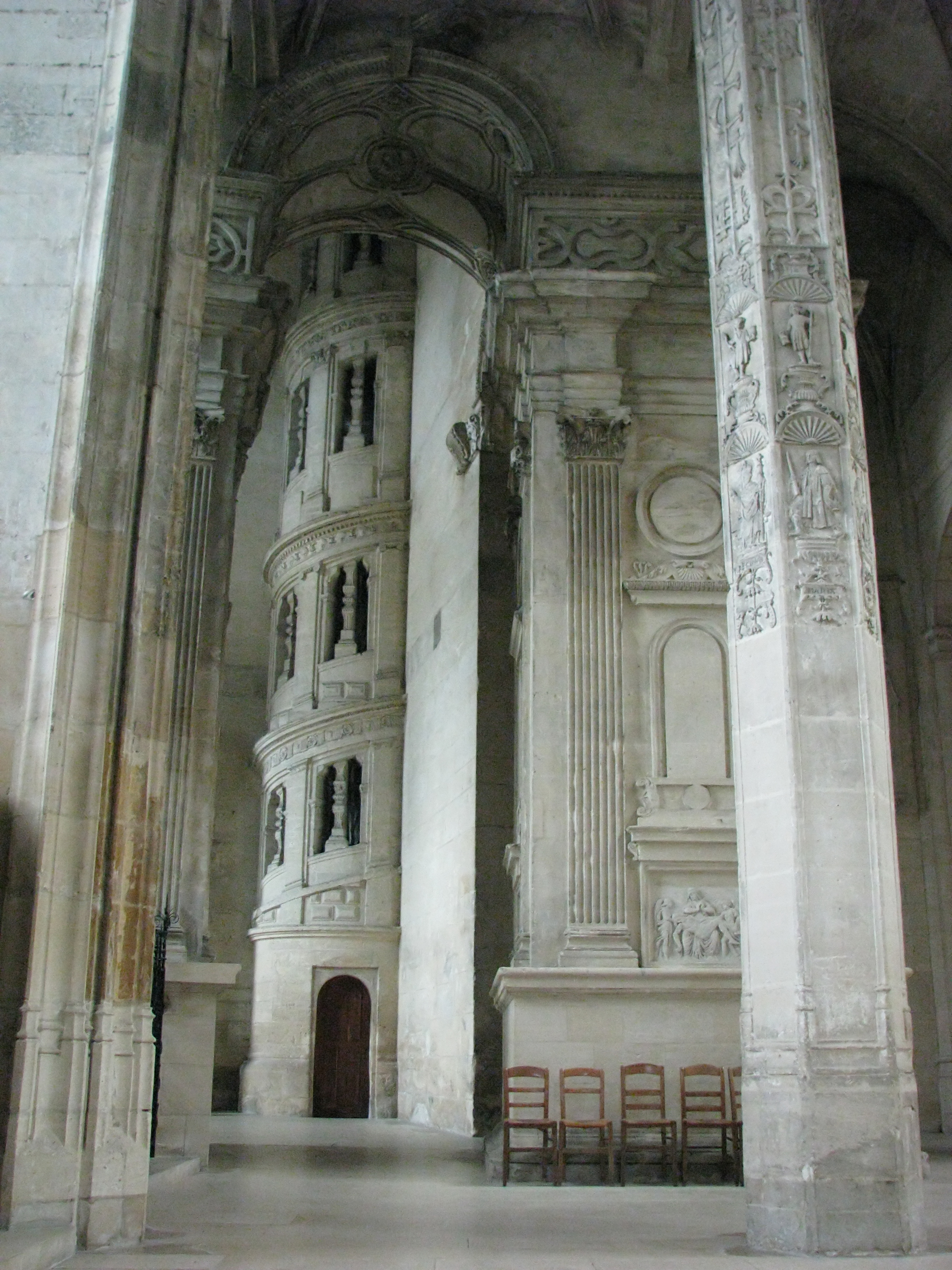
L'escalier hélicoïdal Renaissance menant aux orgues.
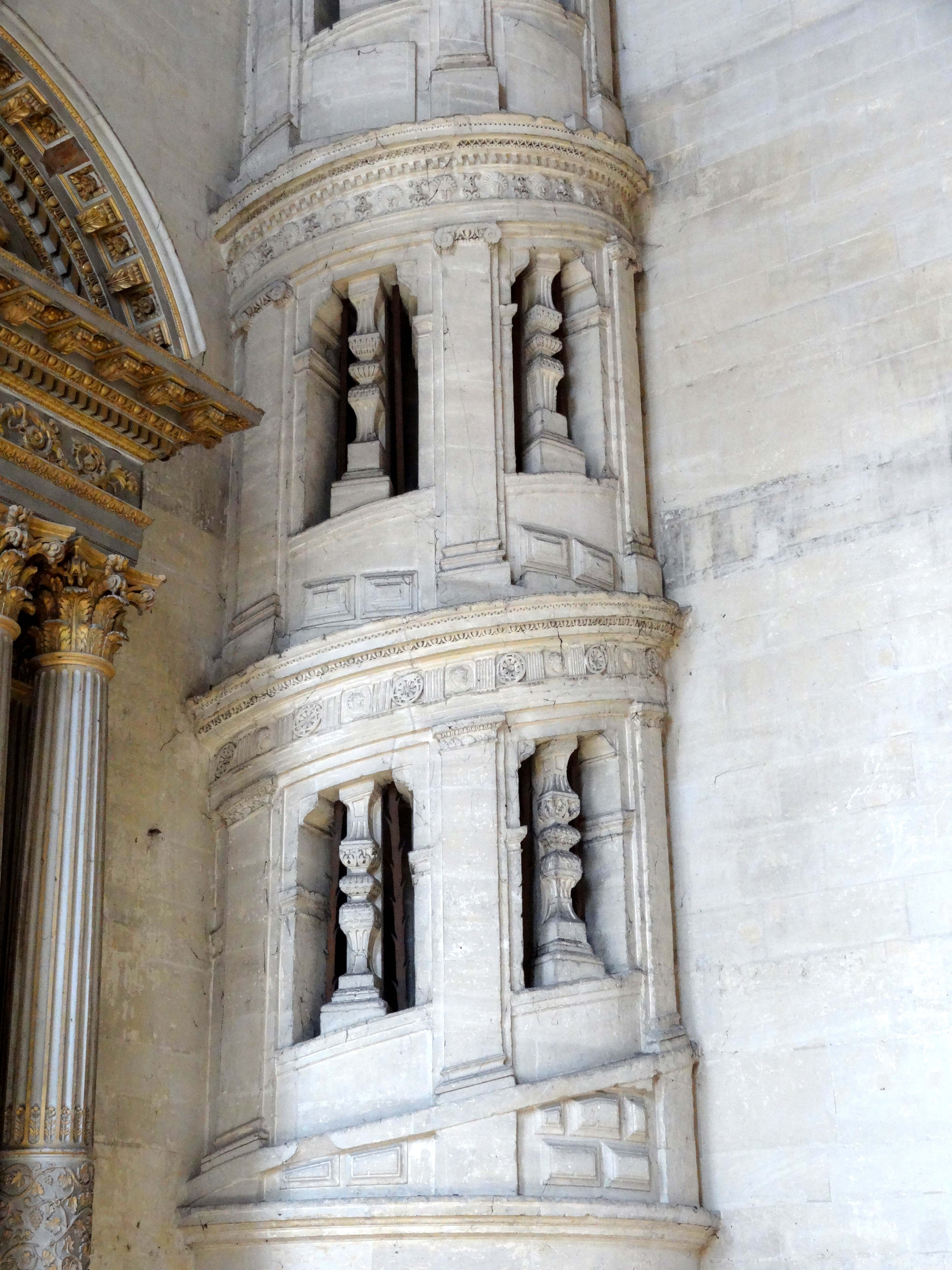
Détail de l'escalier hélicoïdal.
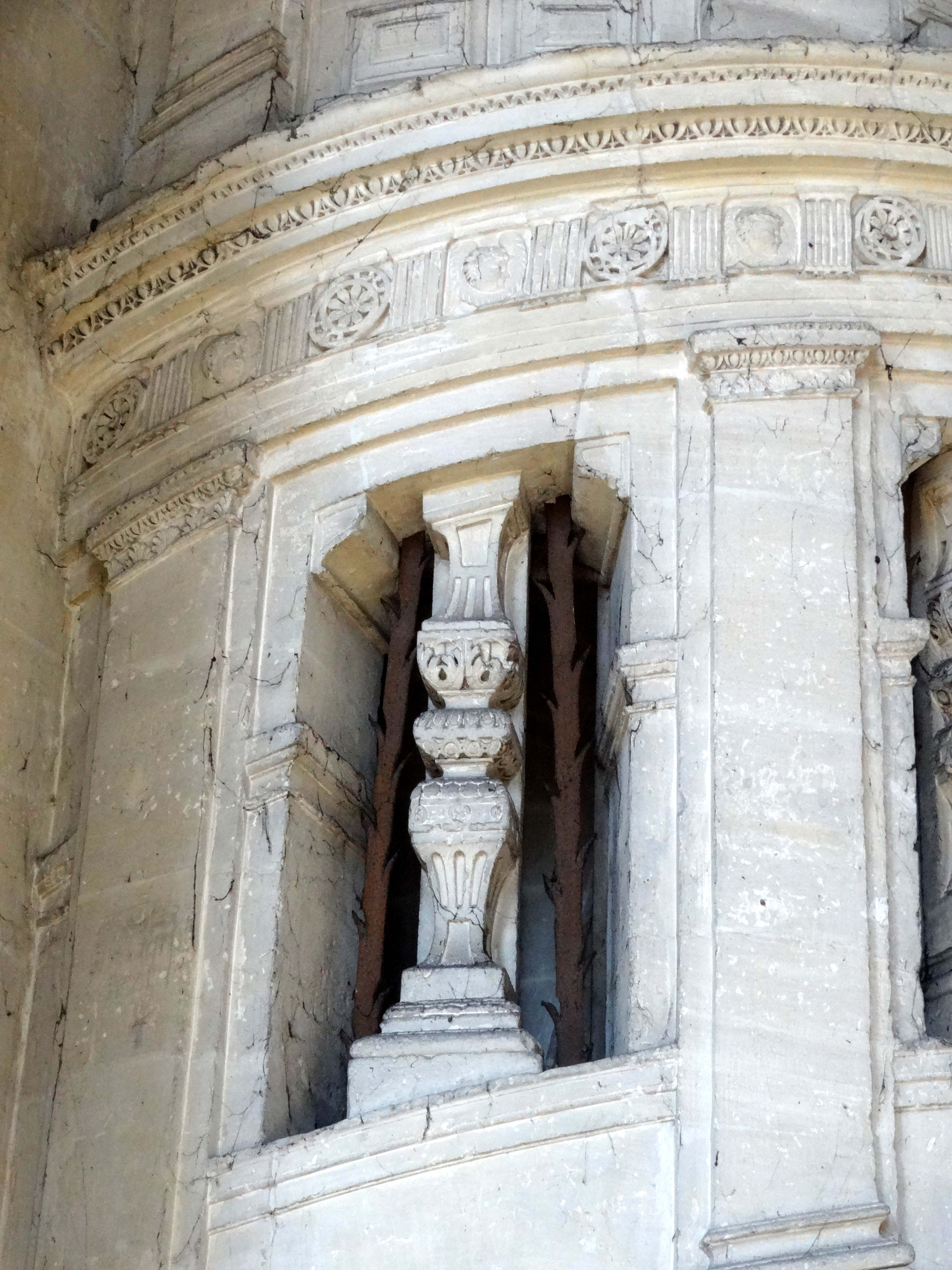
Détail de l'escalier hélicoïdal.

#### Transept
Le transept présente, dans sa partie sud, une galerie décorative ornée de belles frises végétales. Le croisillon nord est couvert de voûtes à liernes et tiercerons à losange central, sans ogives à proprement parler. Dans la première travée, des nervures courbes dessinent quatre pétales, et dans la deuxième travée, les nervures forment une étoile à quatre branches. Les clés de voûte sont pendantes.

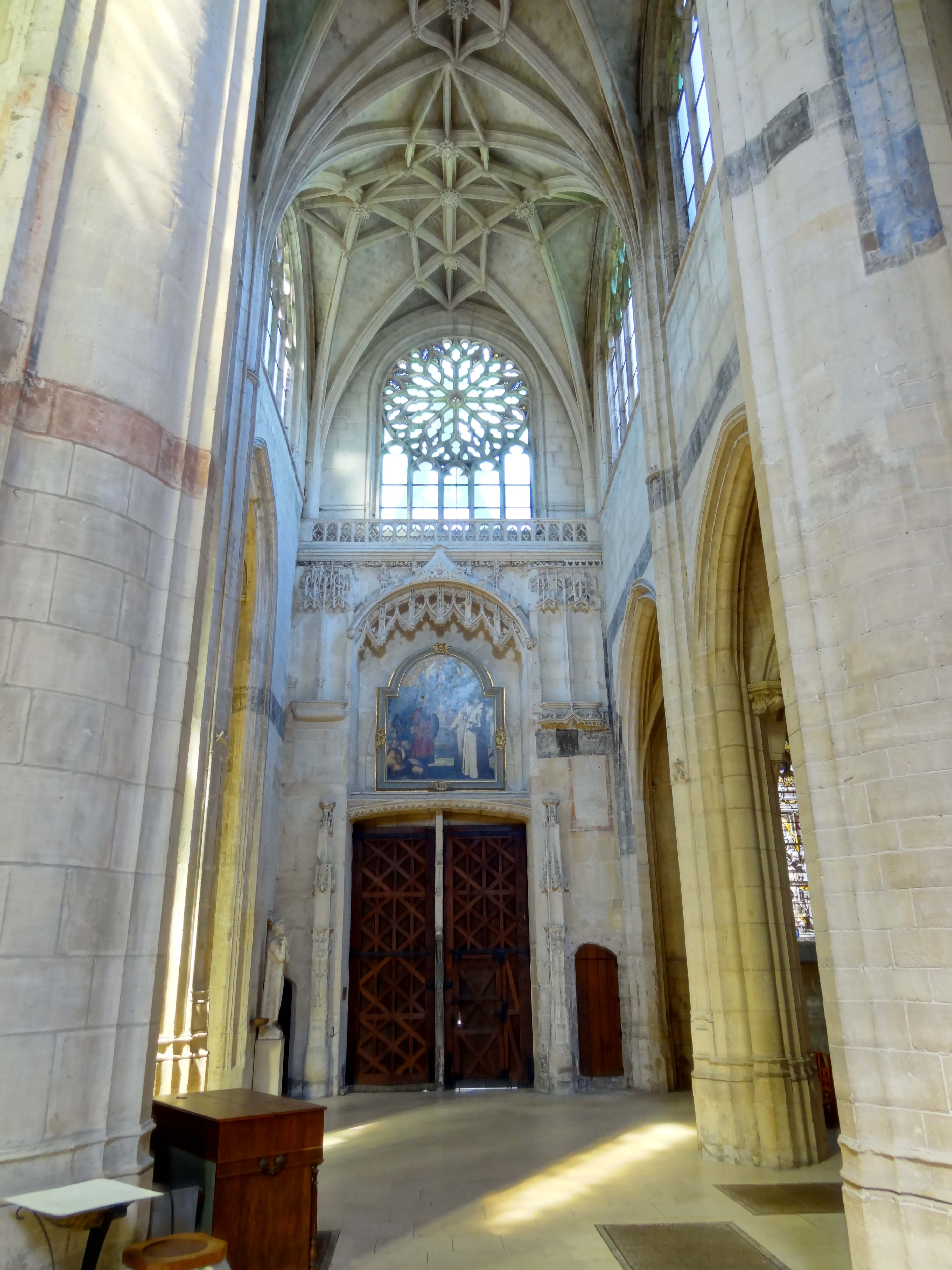
Transept, vue sud-nord.
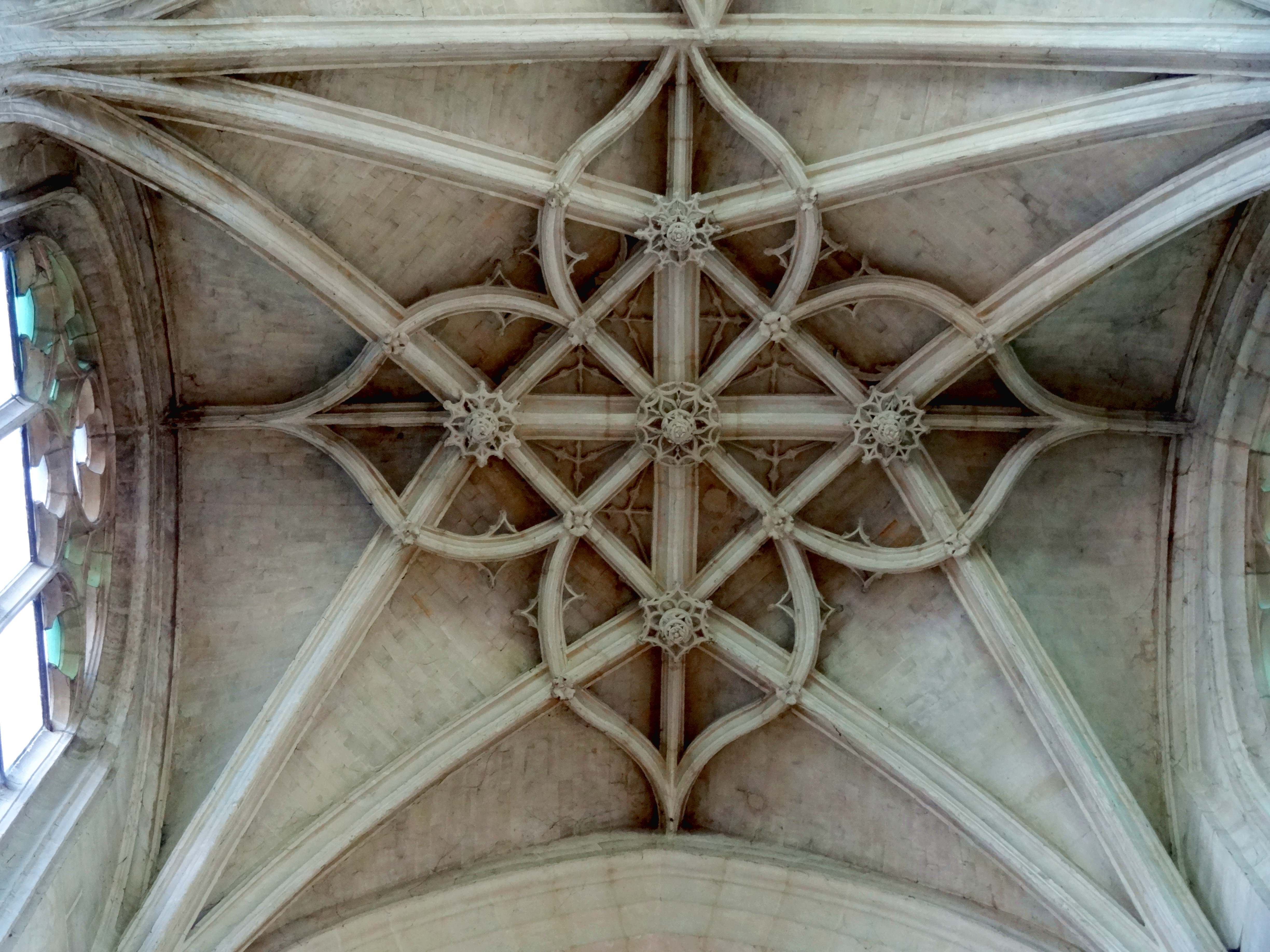
Voûte du croisillon nord.
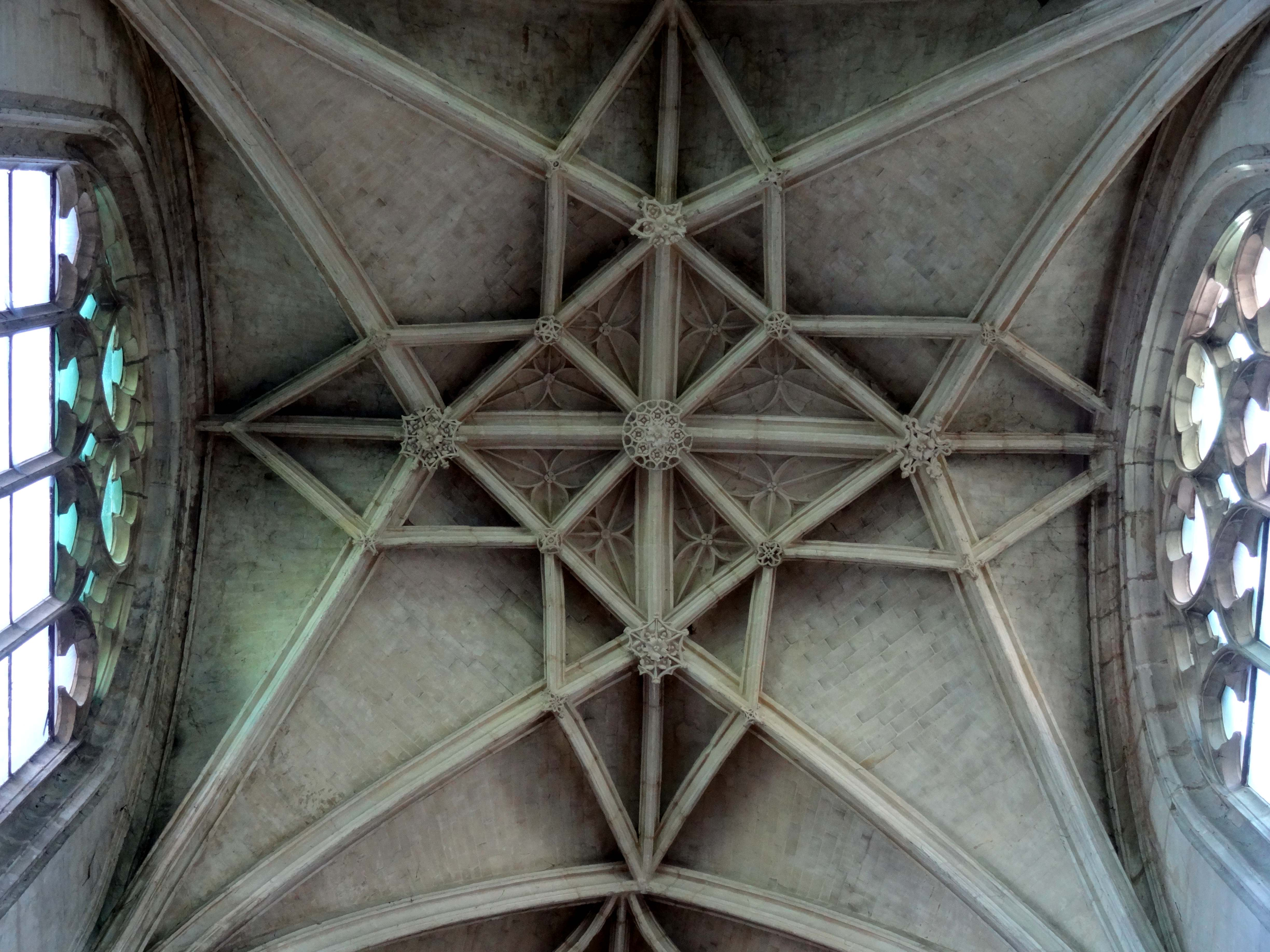
Voûte du croisillon nord.

#### Chœur
Le chœur consacré en 1249 est terminé par un chevet plat comme en Angleterre. Élevé selon le modèle de Notre-Dame de Paris, il comporte une élévation sur trois niveaux : grandes arcades, triforium et fenêtres hautes composées de deux lancettes simples surmontées d'un oculus. Des chapelles y ont été ajoutées par la suite. 

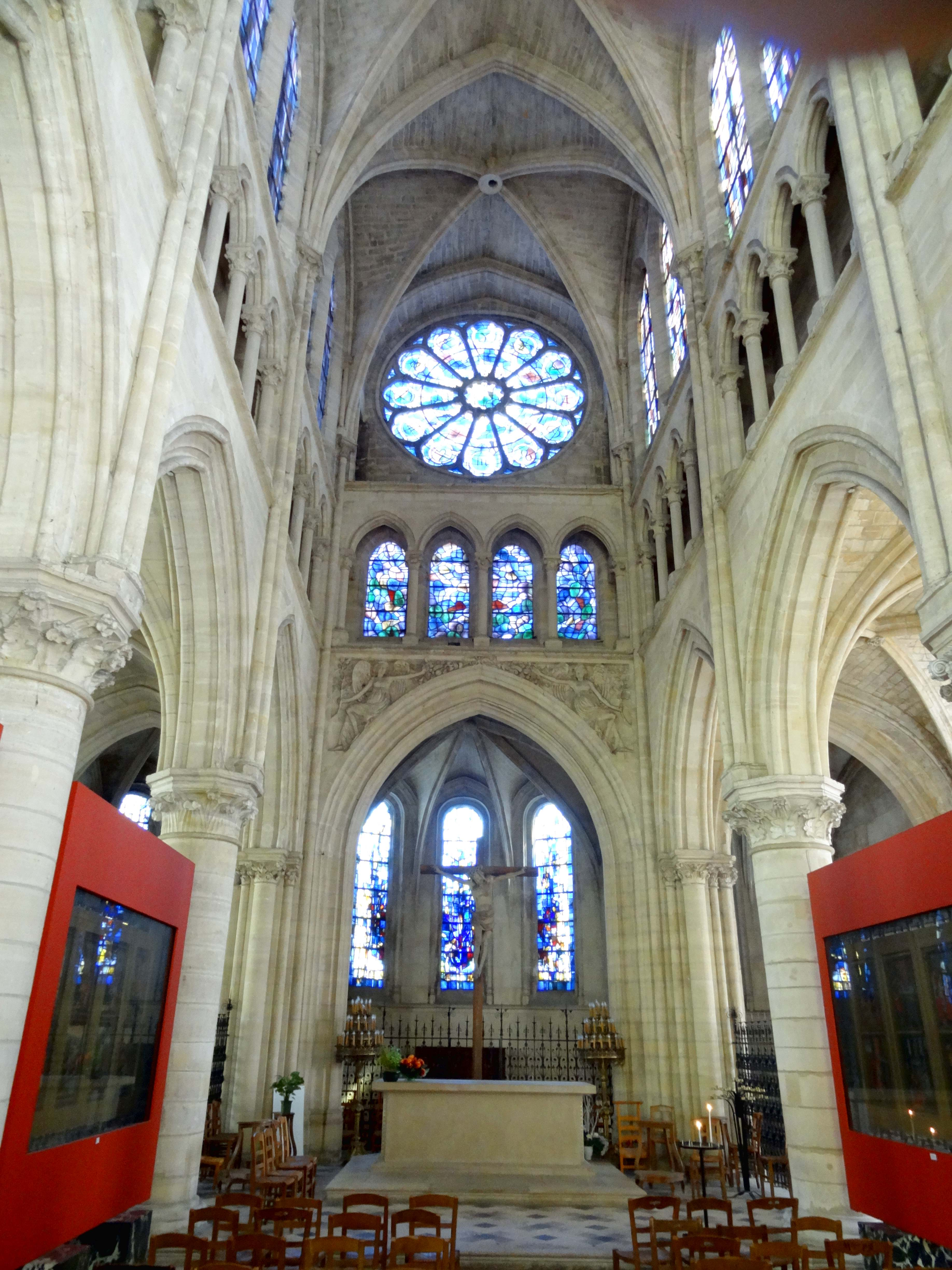
Chœur, vue vers l'est.
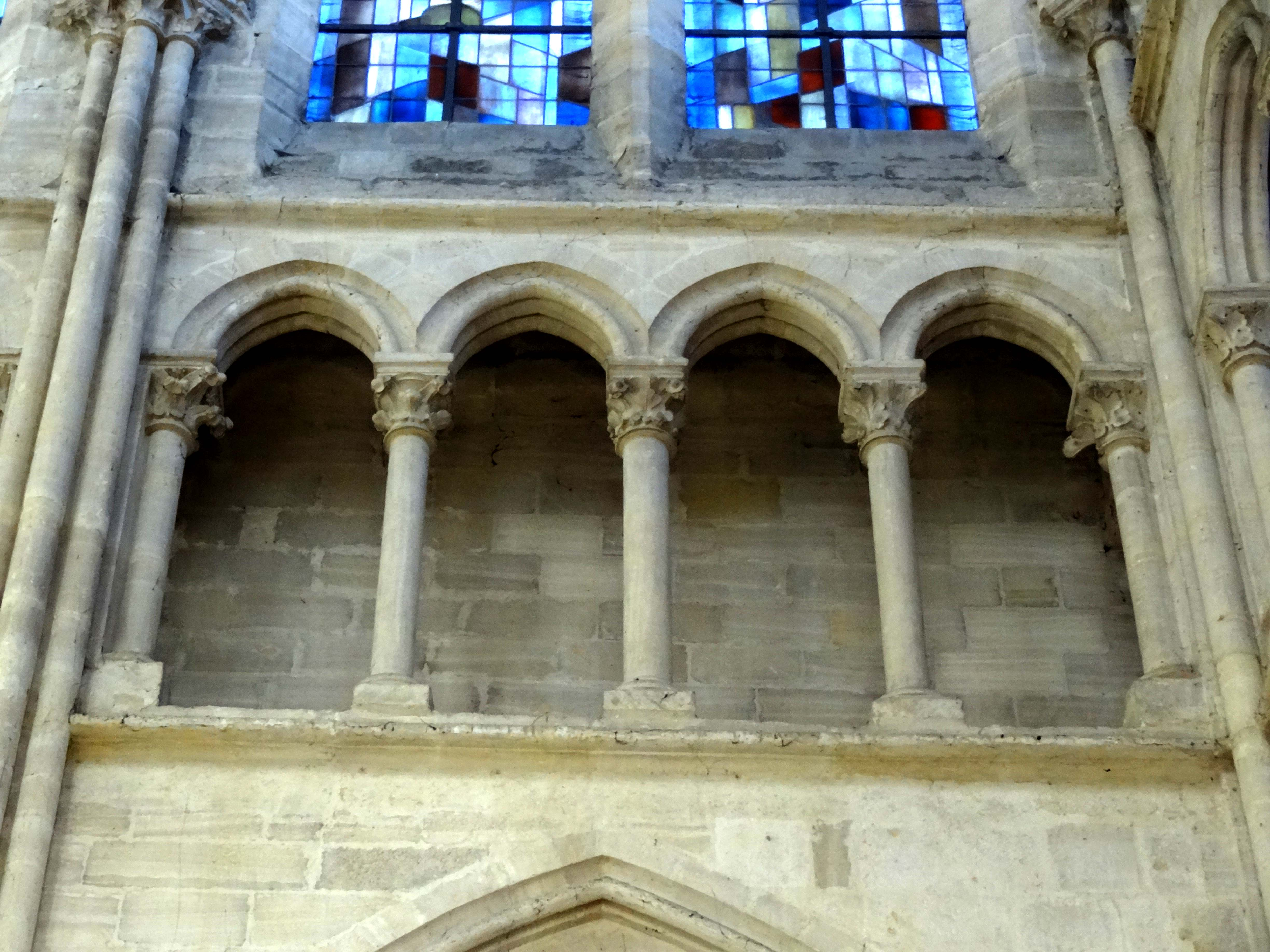
Triforium du chœur.

### Extérieur
À l’extérieur, la puissante façade occidentale mêlant les styles gothique et Renaissance est encadrée par deux tours. Elle se développe dans une architecture en filigrane avec un portail central en forme d'arc de triomphe.  
Au sud, la Grosse Tour (1542-1590), appelée également tour du Rosaire est restée inachevée faute de financements. Elle alterne les ordres monumentaux dorique et ionique dans un profusion de sculptures évoquant le style baroque.
La façade nord du transept présente encore des portes en bois finement sculptées, qui restent les premiers exemples d’emploi de motifs Renaissance dans l’église.
Après d'importantes destructions le 8 juin 1940, elle est toujours en restauration.

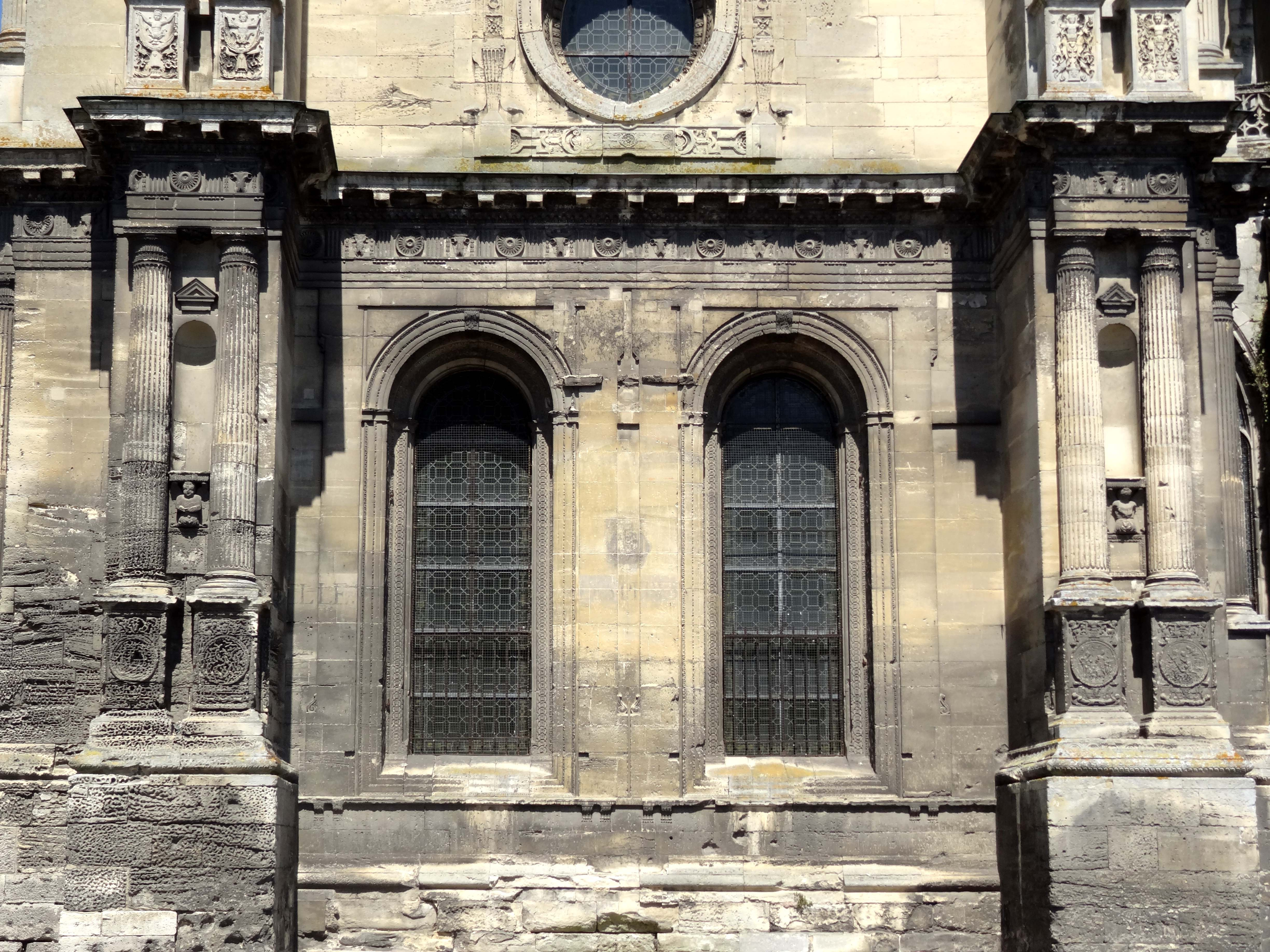
La Grosse Tour.
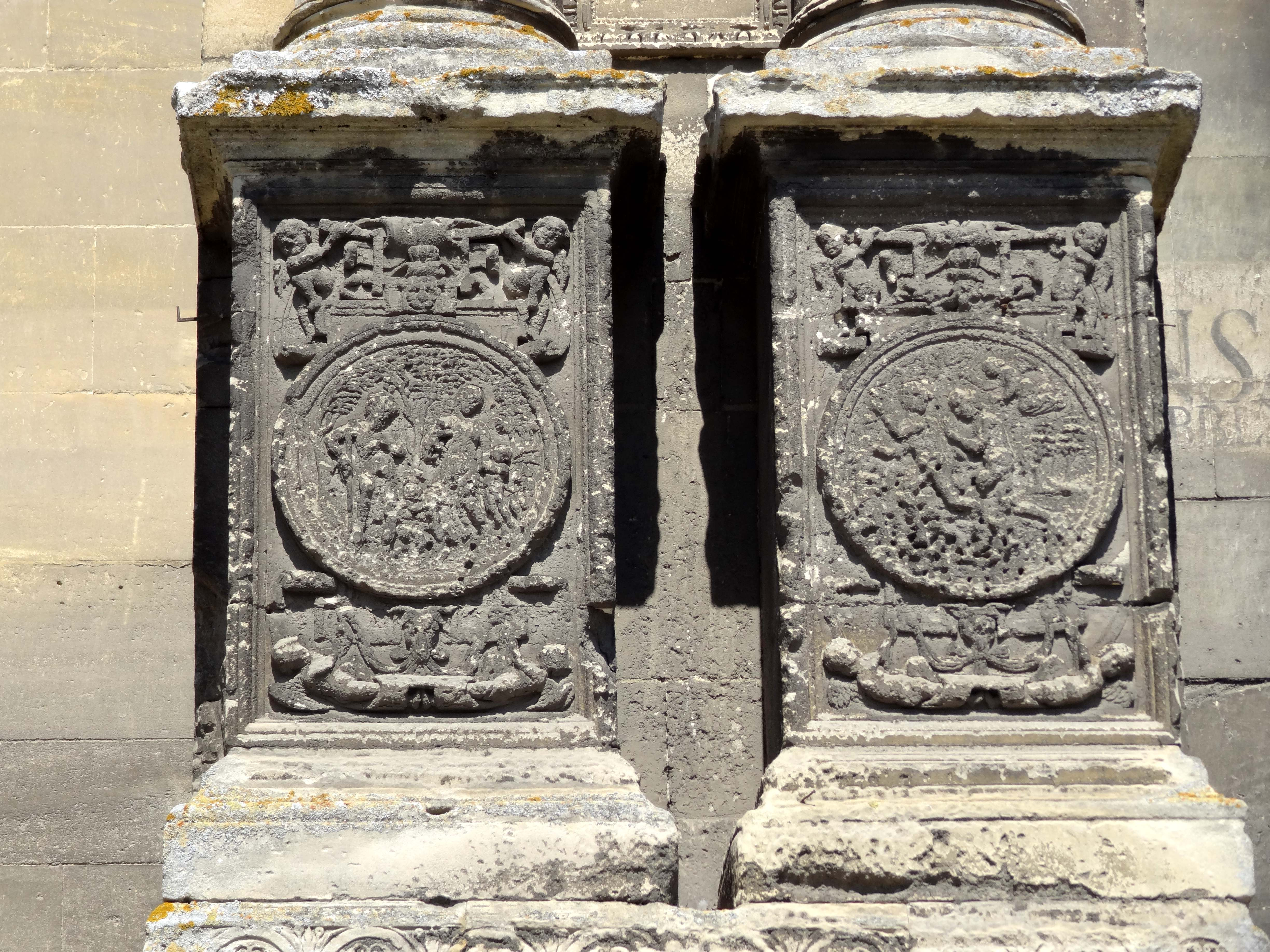
Base de l'ordre monumental de la Grosse Tour.
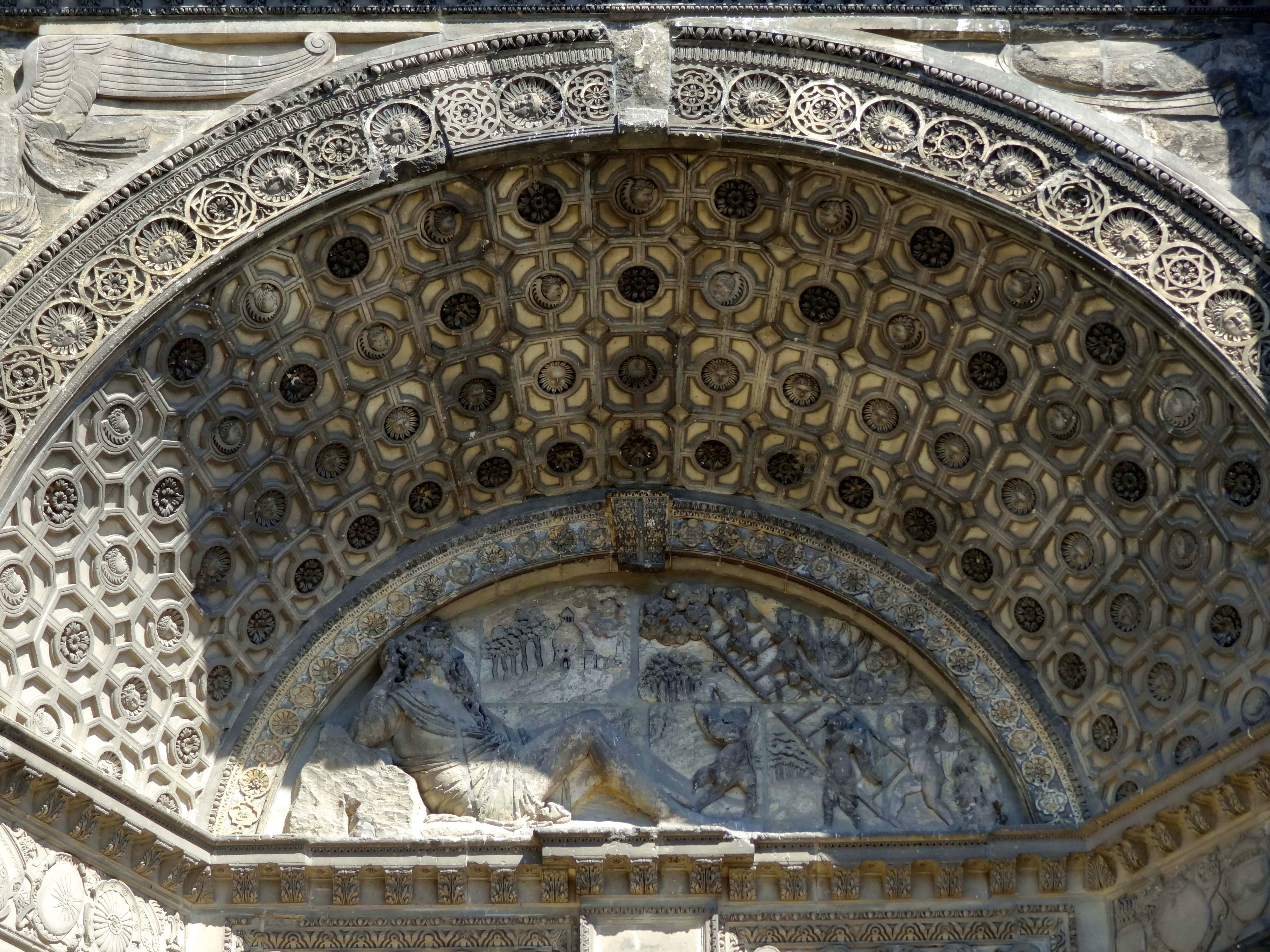
Détail de l'arc de triomphe.
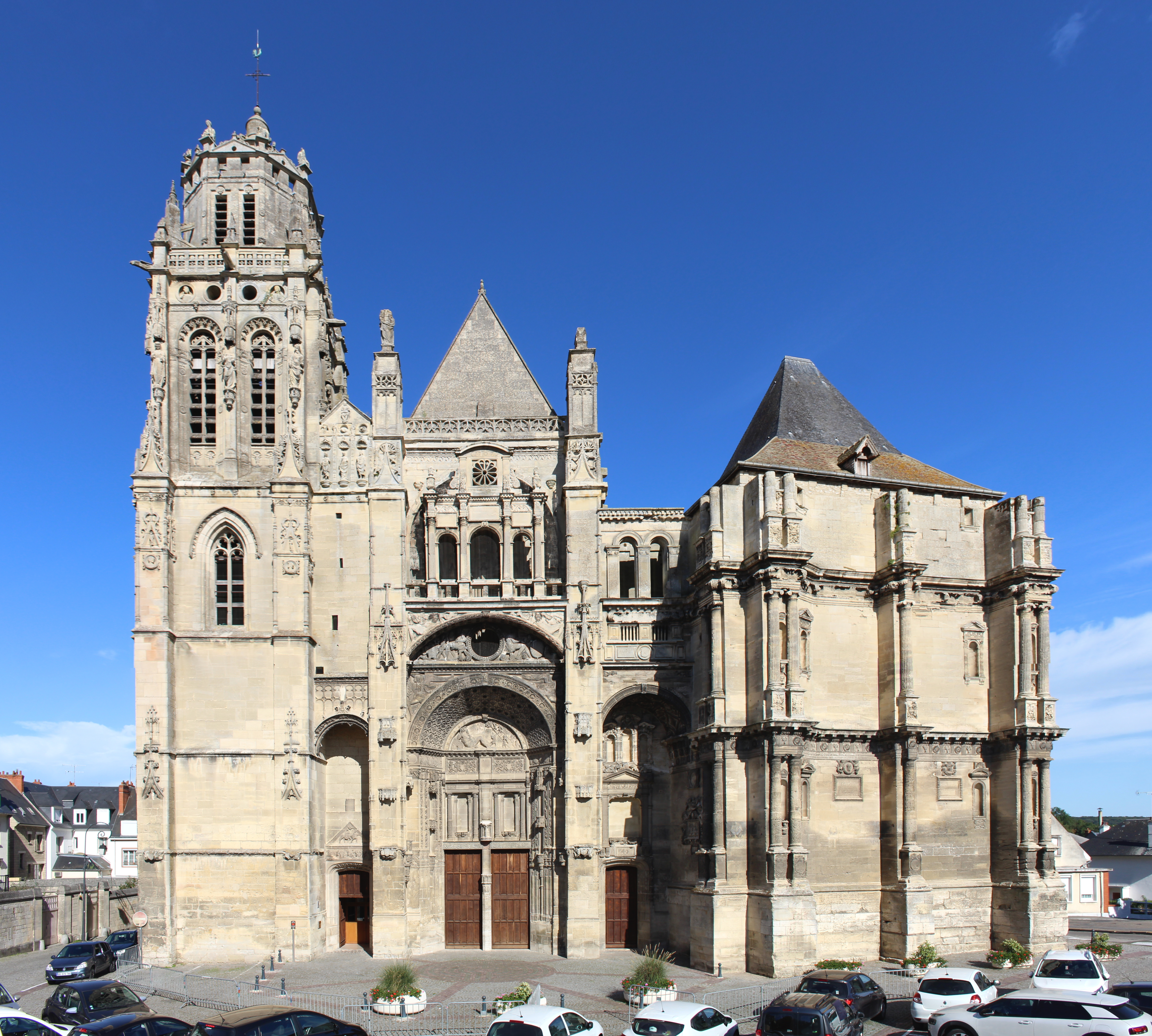
La façade occidentale.
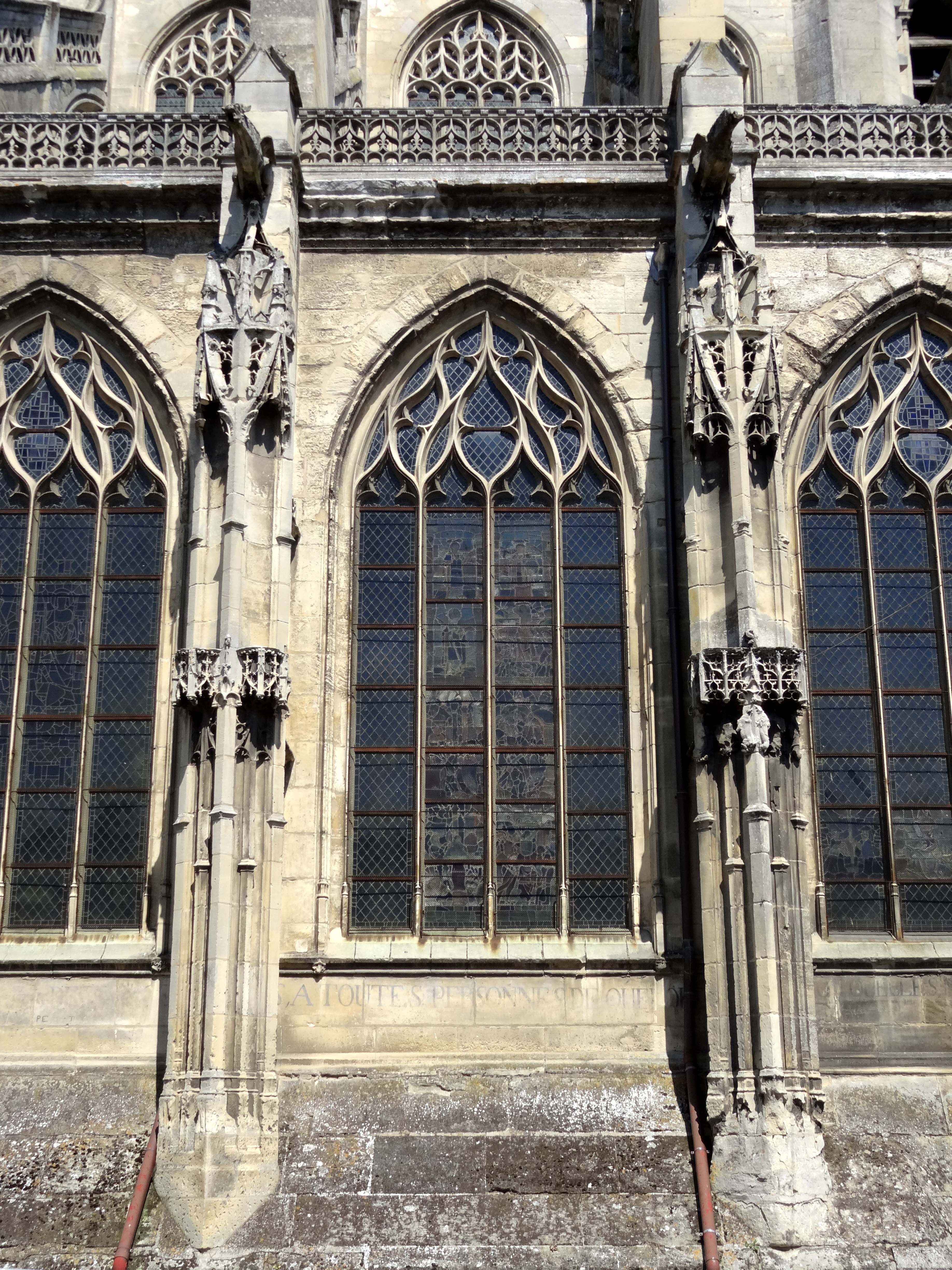
Les bas-côtés.
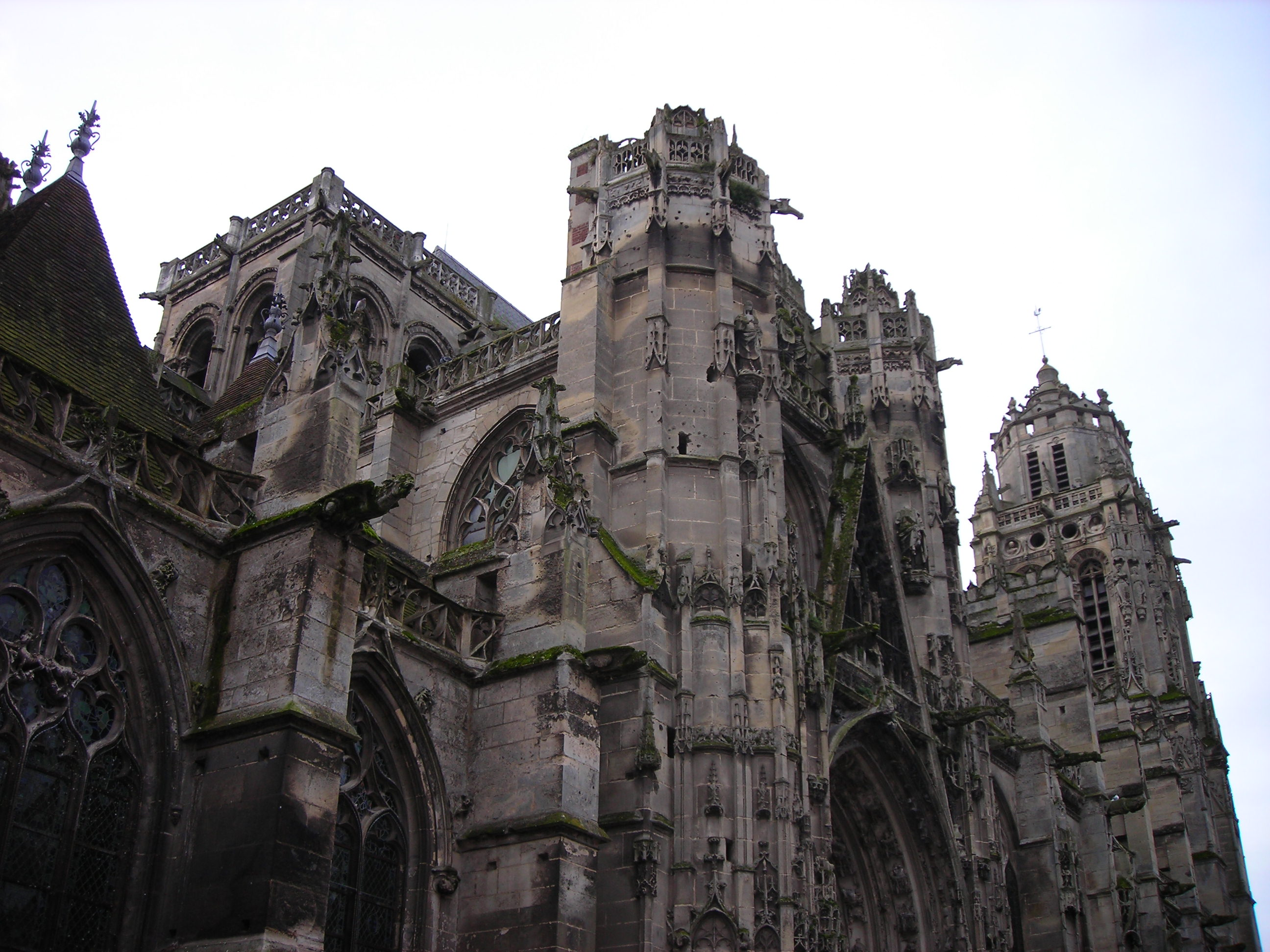
Vue depuis le Transept nord de l'édifice.

## Mobilier

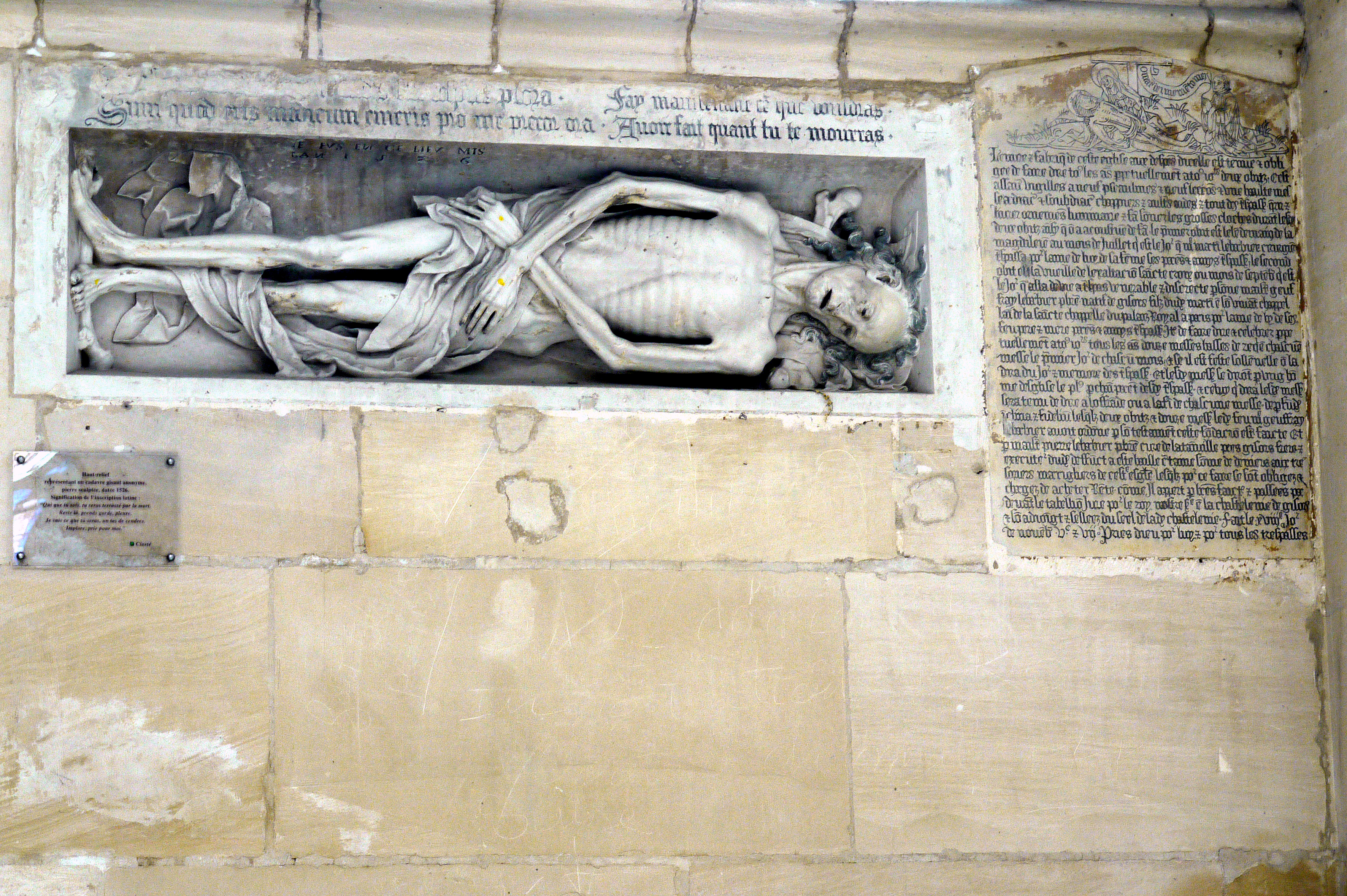
Transi de 1526.

### Monuments funéraires
Dans le bas-côté sud, dans la chapelle Saint-Cler, un transi sculpté en haut-relief est encastré dans le mur. Datée de 1530, cette allégorie délivre un message qui invite à la réflexion : « Qui que tu sois, tu seras terrassé par la mort ; reste là, prends garde, pleure. Je suis ce que tu seras, un tas de cendres, J’étais ce que tu es, tu seras ce que je suis, fais maintenant ce que tu voudrais avoir fait quant tu te mourras. Implore, prie pour moi ».

### Vitraux
Dans la partie sud du chœur, la chapelle de la Vierge présente un vitrail en grisaille consacré à la Vie de la Vierge. C’est une peinture sur verre réalisée durant la Renaissance par des artistes de l'école de Fontainebleau. Datée de 1545, son décor figuré de style maniériste rappelle les vitraux de la galerie de Psyché du château d’Écouen (Val d’Oise) avec ses costumes à l’Antique, son paysage tourmenté et son décor de ruine. Sa réalisation reprend la technique de la grisaille avec l'utilisation du jaune d’argent, de la sanguine et de l’émail bleu posés directement sur du verre blanc. 
Dans le côté nord de la nef, se trouve la chapelle de l'Assomption, dédiée à la Vierge. Sa construction a été financée par une confrérie royale créée en 1360 par Charles V. Un grand bas-relief présente en couleurs vives (fond bleu et fleurs de lys dorées) le Roi, la Reine, suivis par les trois ordres en procession : noblesse, clergé et peuple.au sud, la chapelle de la Vierge. Celle-ci abrite une peinture sur verre de style maniériste datée de 1545, réalisée par des artistes de l'Ecole de Fontainebleau.

Vitrail de la vie de la Vierge
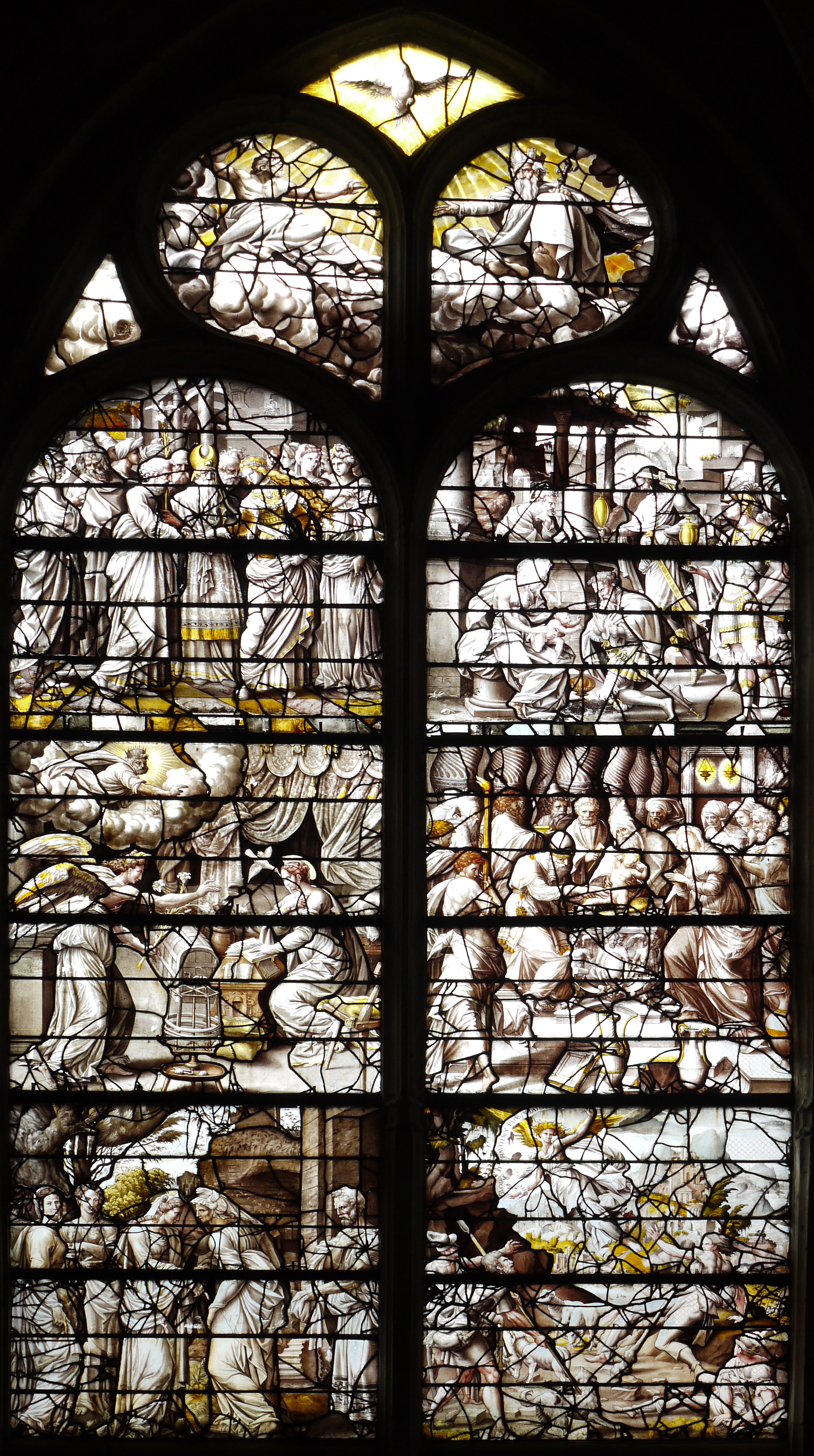
Vie de la Vierge et enfance du Christ.
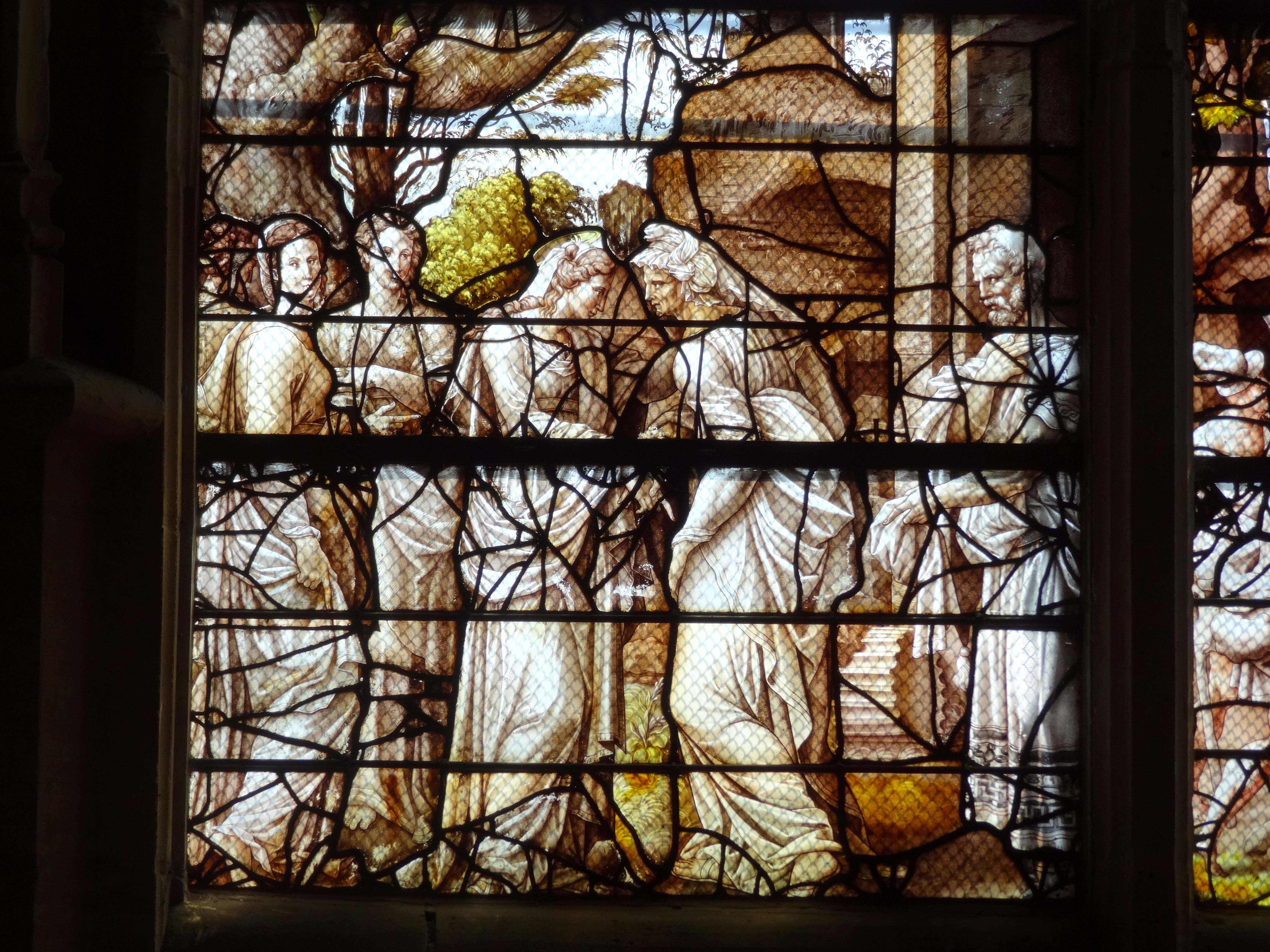
Visitation.
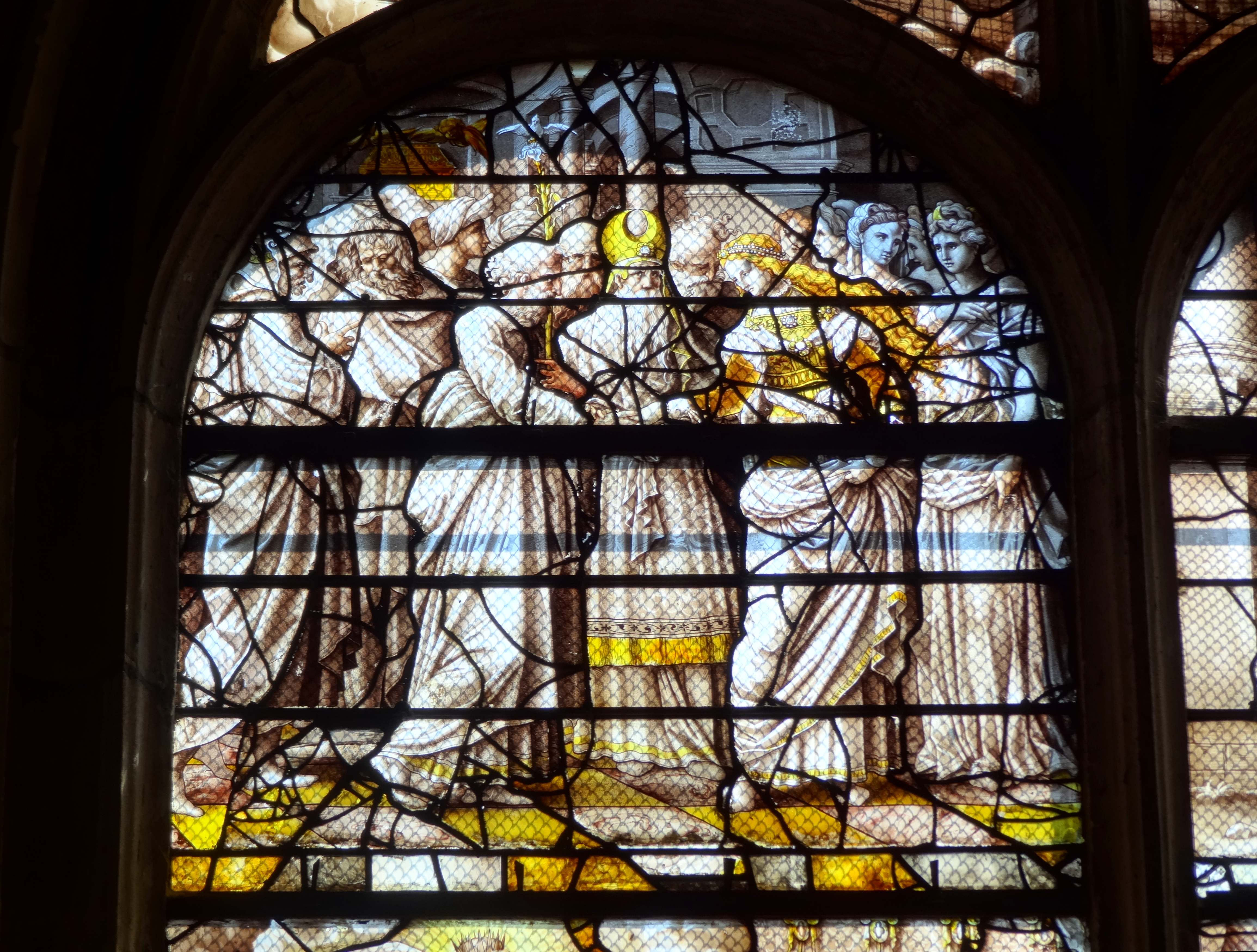
Saint Anne et saint Joachim.
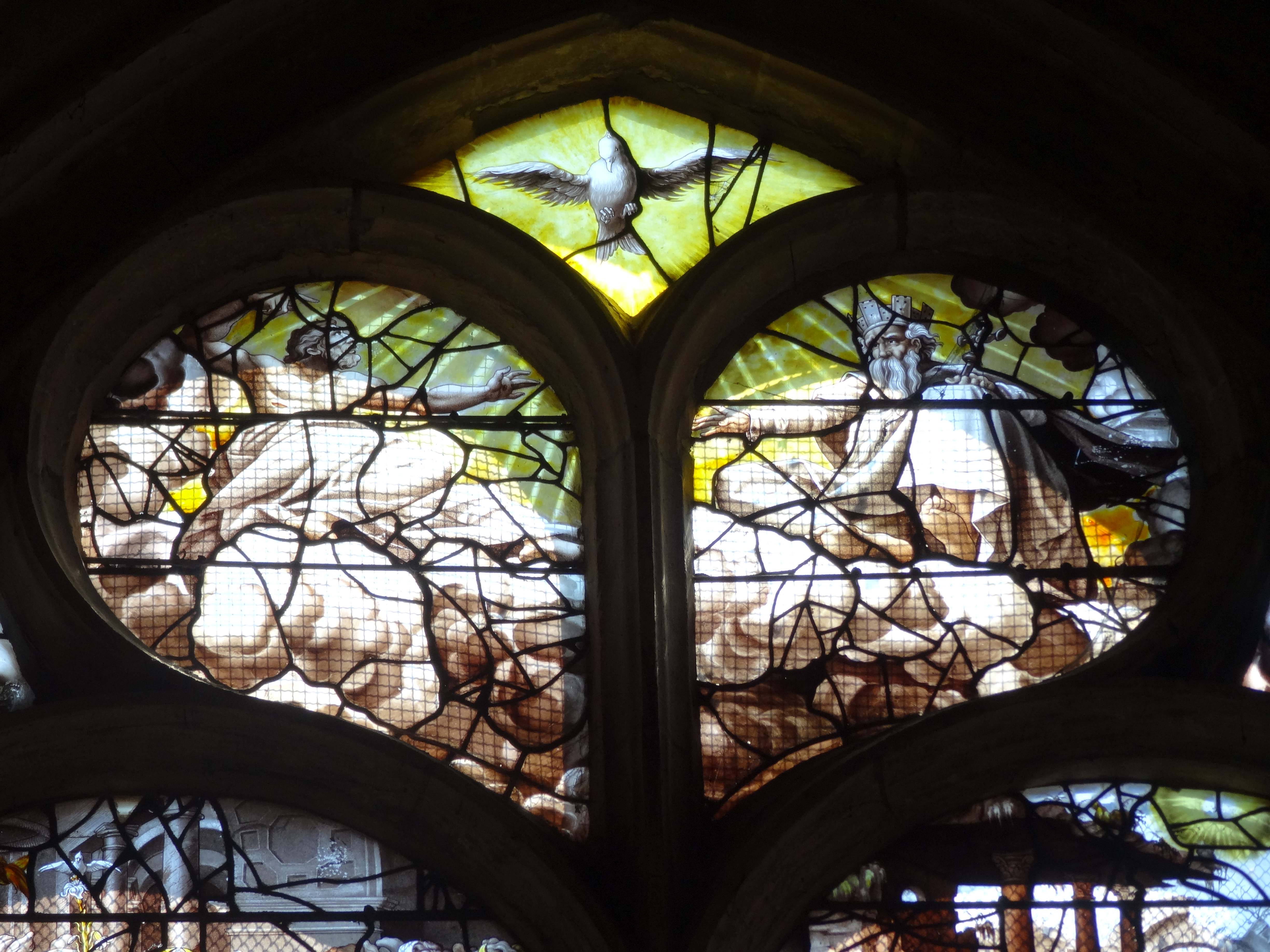
La Sainte Trinité.
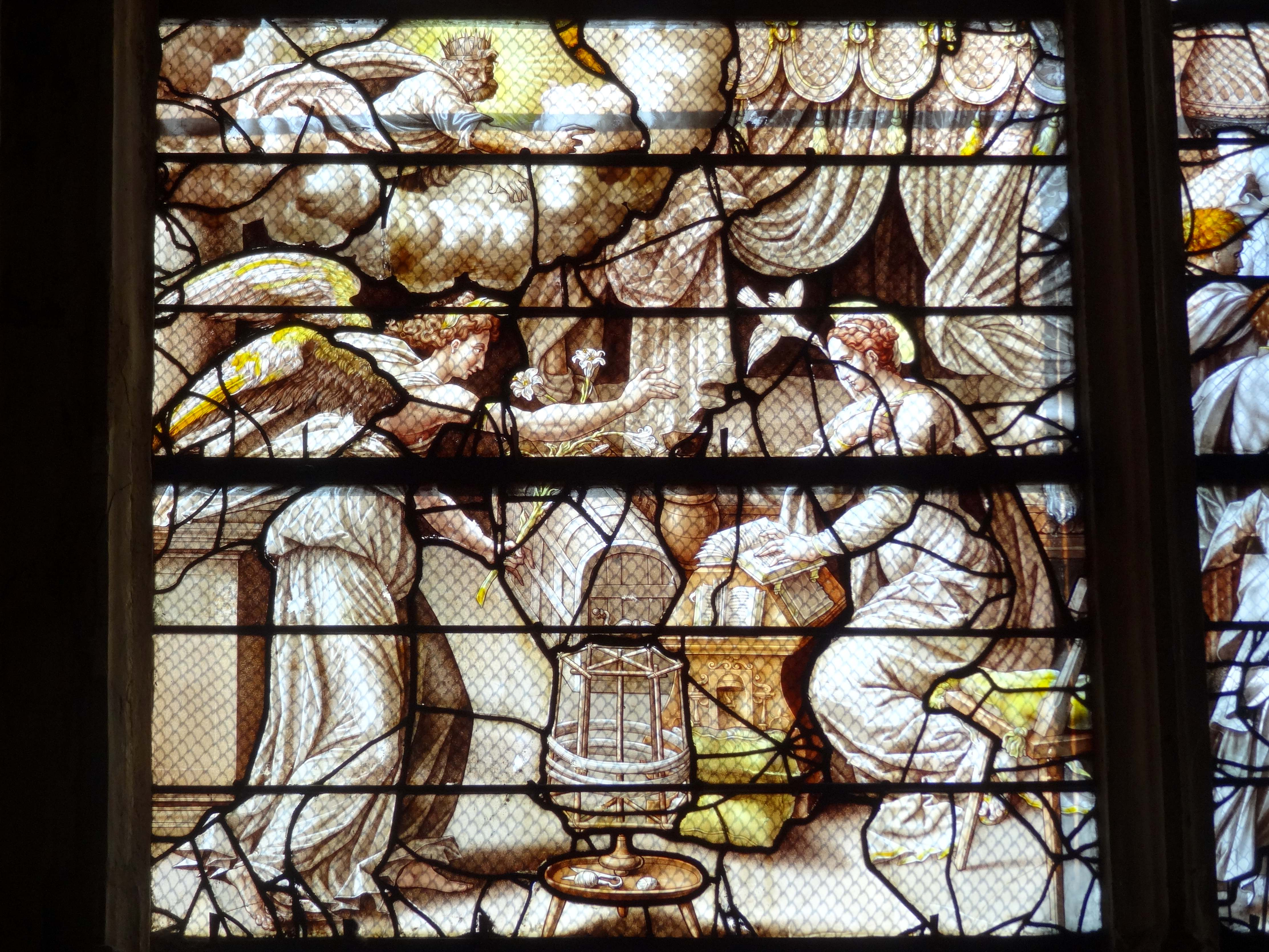
Annonciation.
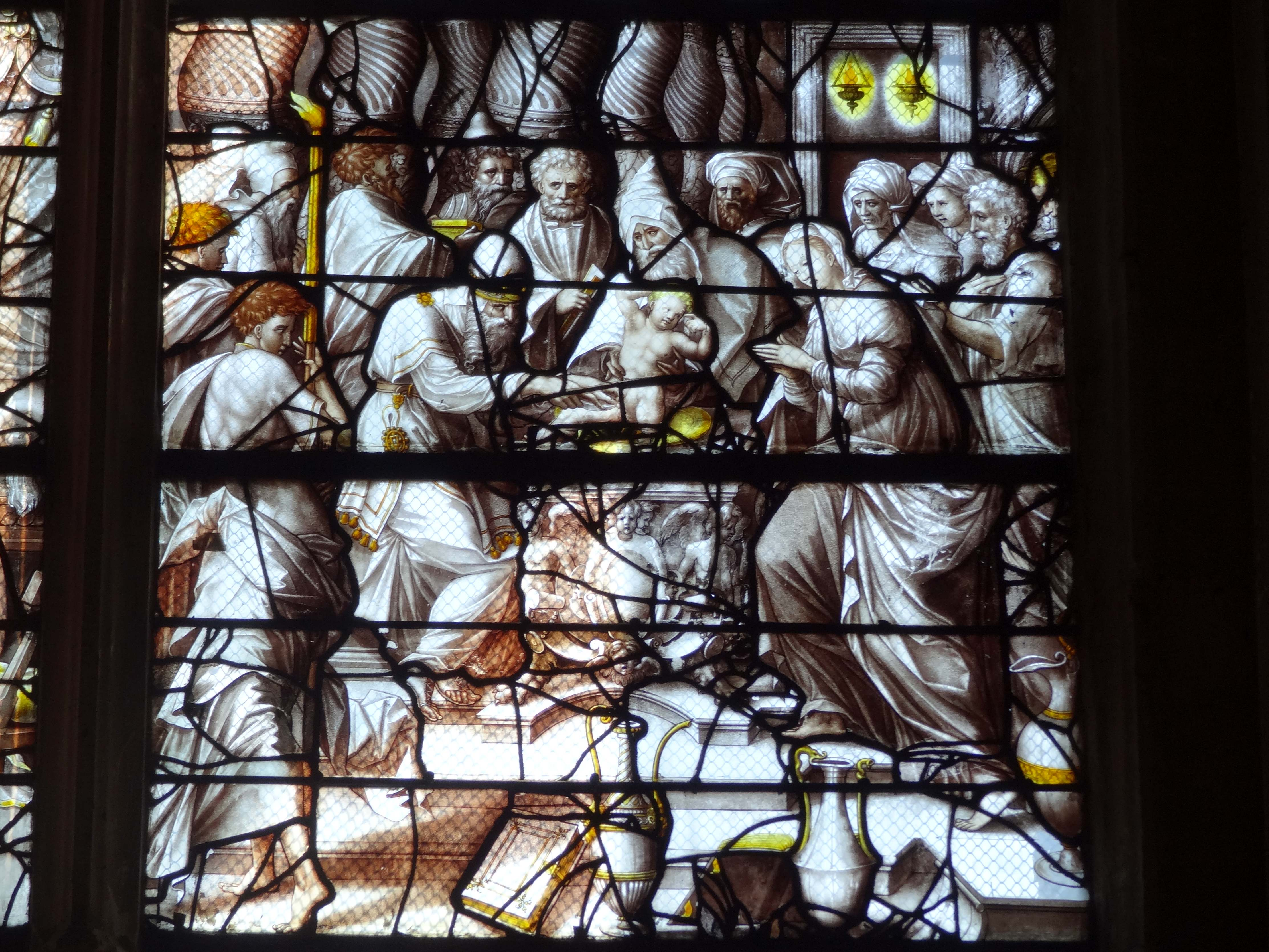
Présentation de la Vierge au Temple.

Dans la troisième chapelle nord de la nef, un beau vitrail consacré à Saint-Crépin et Saint-Crépinien est encore visible. Réalisé en 1530 par l'artiste de Beauvais Nicolas le Prince. Se développant sur trois registres, les quatre scènes évoquent le martyre des saints patrons des cordonniers. L'une d'elles les représente, d’une manière très réaliste, plongés dans un chaudron d’eau bouillante, dont le contenu se déverse sur leurs bourreaux. 

Vitrail de saint Crépin et saint Crépinien
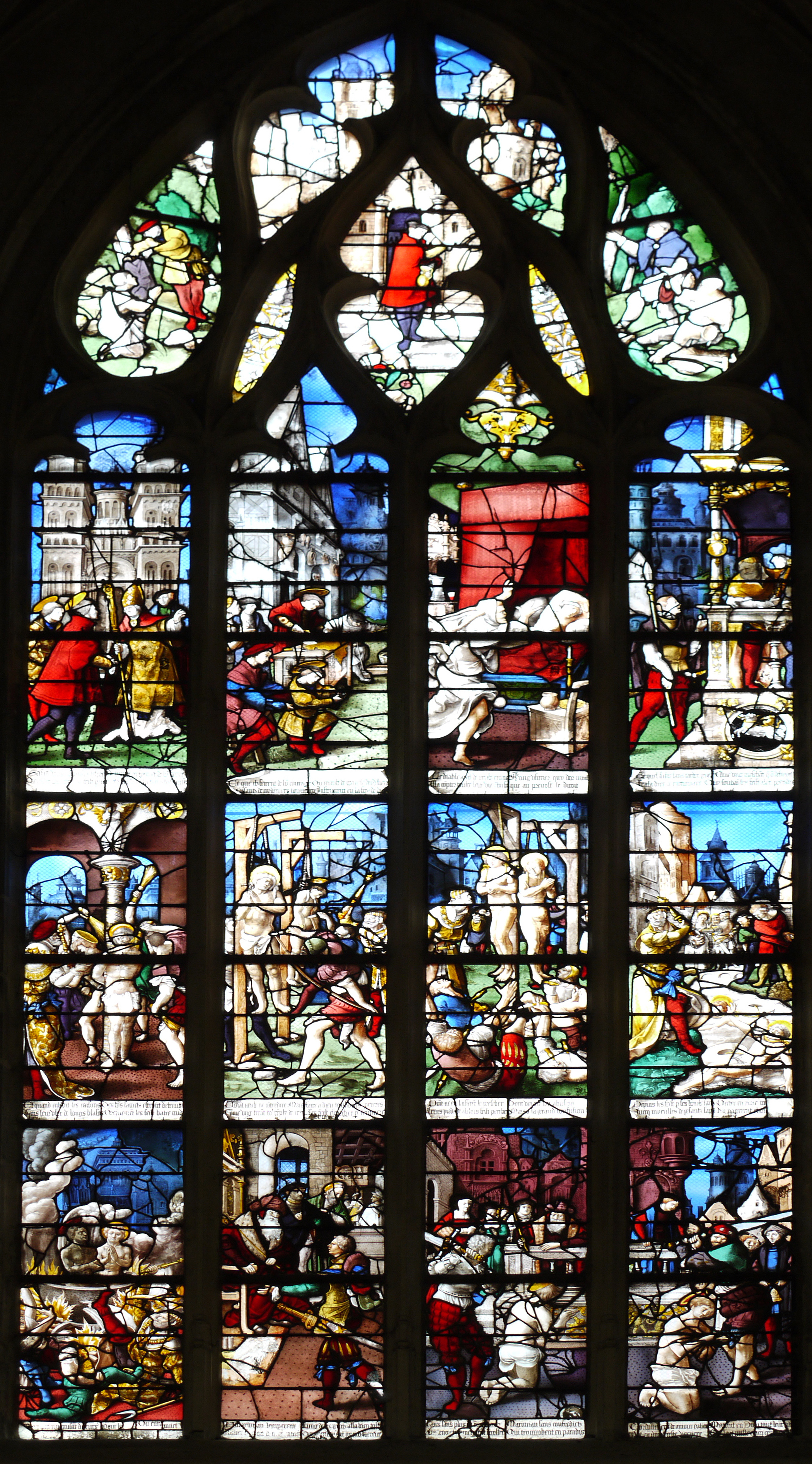
Martyre de saint Crépin et saint Crépinien..
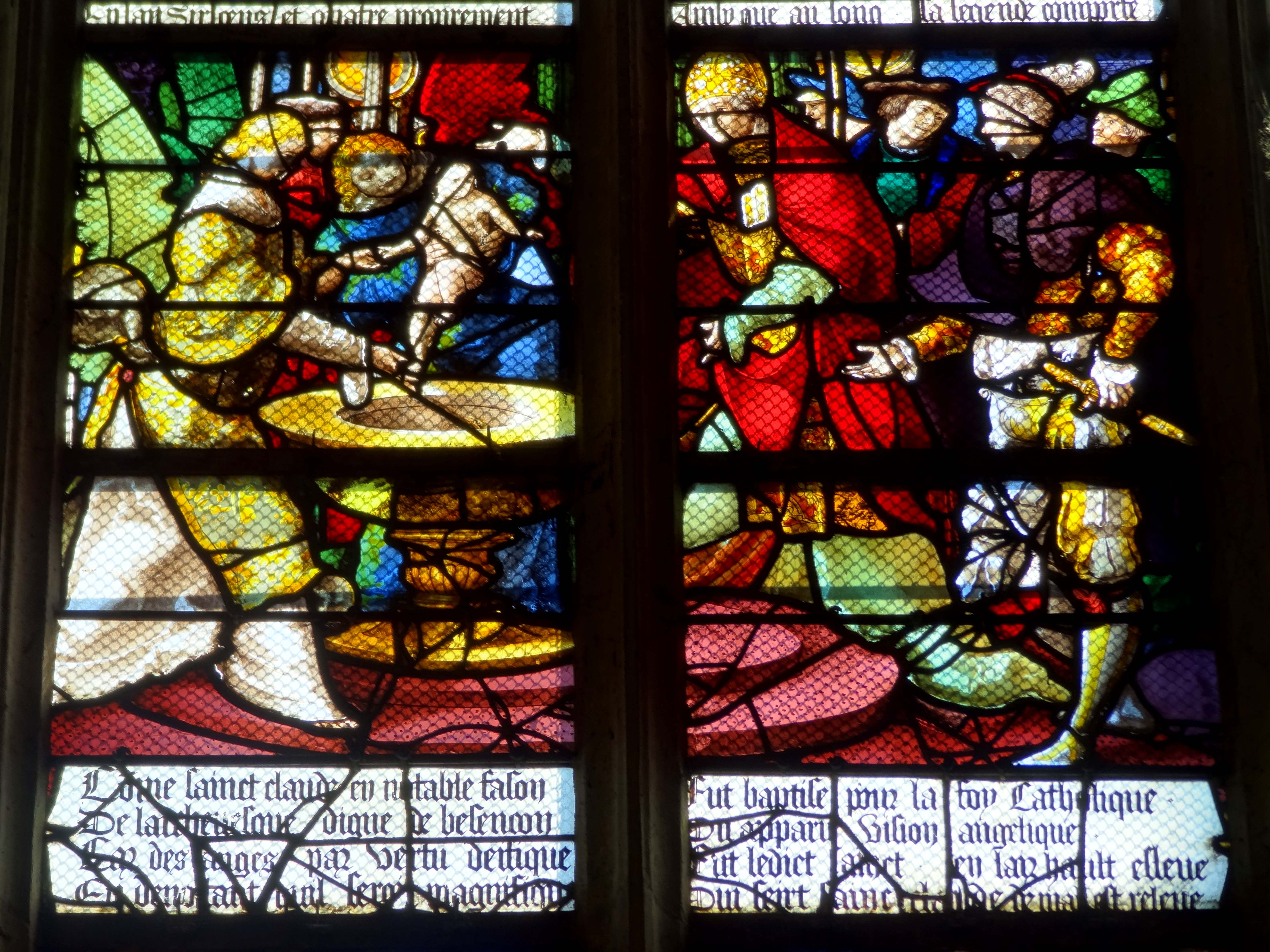
Détail du martyre de saint Crépin et saint Crépinien.